# Monte-carlói Nemzetközi Cirkuszfesztivál

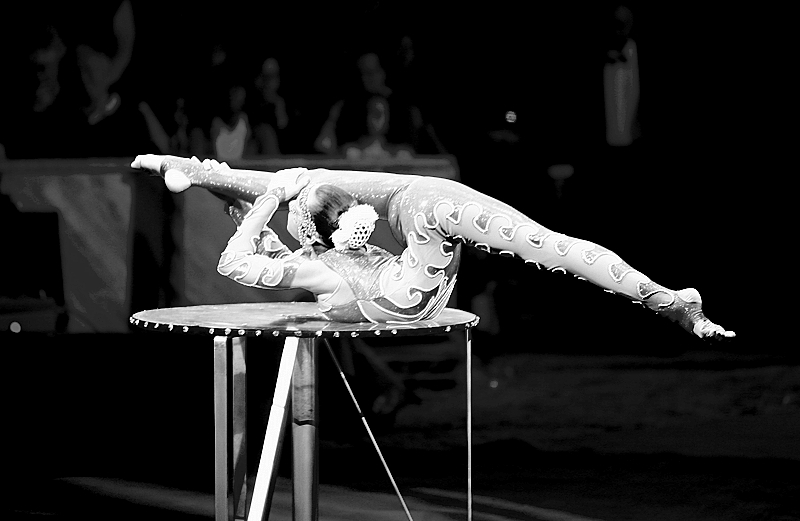
Elayne Kramer, hajlékony akrobata a 32. Monte-carlói Nemzetközi Cirkuszfesztiválon 2008 januárjában

Ha az ifjúsági fesztiválról szeretnél többet tudni, lásd: Monte-carlói Ifjúsági Cirkuszfesztivál
A Monte-carlói Nemzetközi Cirkuszfesztivál (angolul: International Circus Festival of Monte-Carlo, franciául: Festival International du Cirque de Monte-Carlo) III. Rainier monacói herceg által 1974-ben létrehozott, évente megrendezésre kerülő nemzetközi cirkuszverseny, a világ legnagyobb és legrangosabb presztízsértékkel bíró cirkuszfesztiválja, melyen a legjobb artisták lépnek fel. A seregszemle, a művészek mellett a nézők számára is egy fantasztikus ünnep, az előadásokra a jegyek már hónapokkal korábban elkelnek. 2006 óta Stefánia monacói hercegnő a fesztivál elnöke és fővédnöke.

## Helyszín

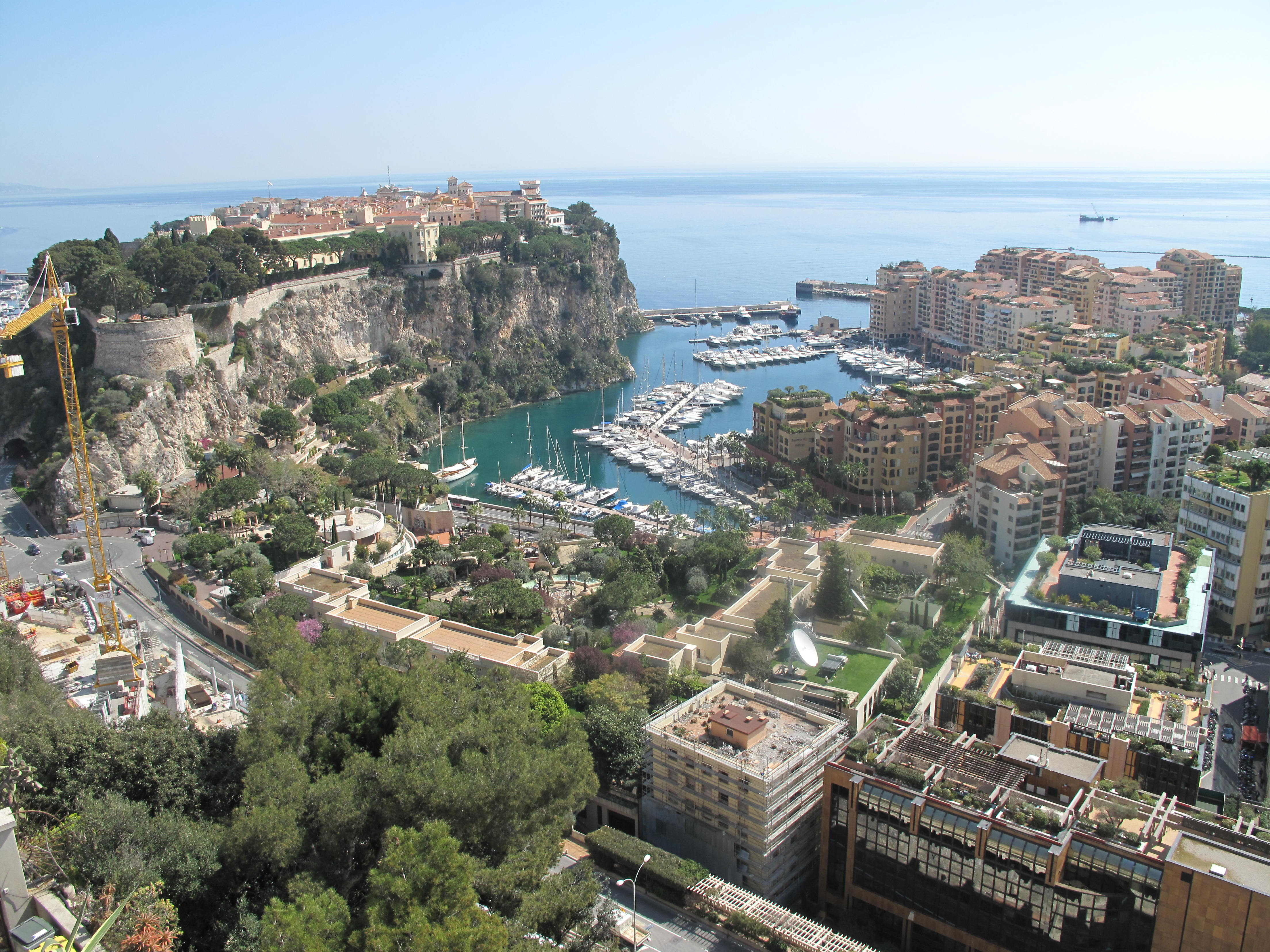
Fontvieille

Az első fesztivált a francia Bouglione Cirkusz sátrában tartották Monaco nyugati részén, Fontvieilleben. 1975-ben a Circorama Cirkuszban, 1976 és 1994 között az olasz Americano-Togni Cirkusz sátrában bonyolították le. 1995 óta, az eseményt a Chapiteau de Fontvieille sátorban rendezik, melynek belső átmérője 49 méter, maximális férőhelyeinek száma 3800 fő.

## Története

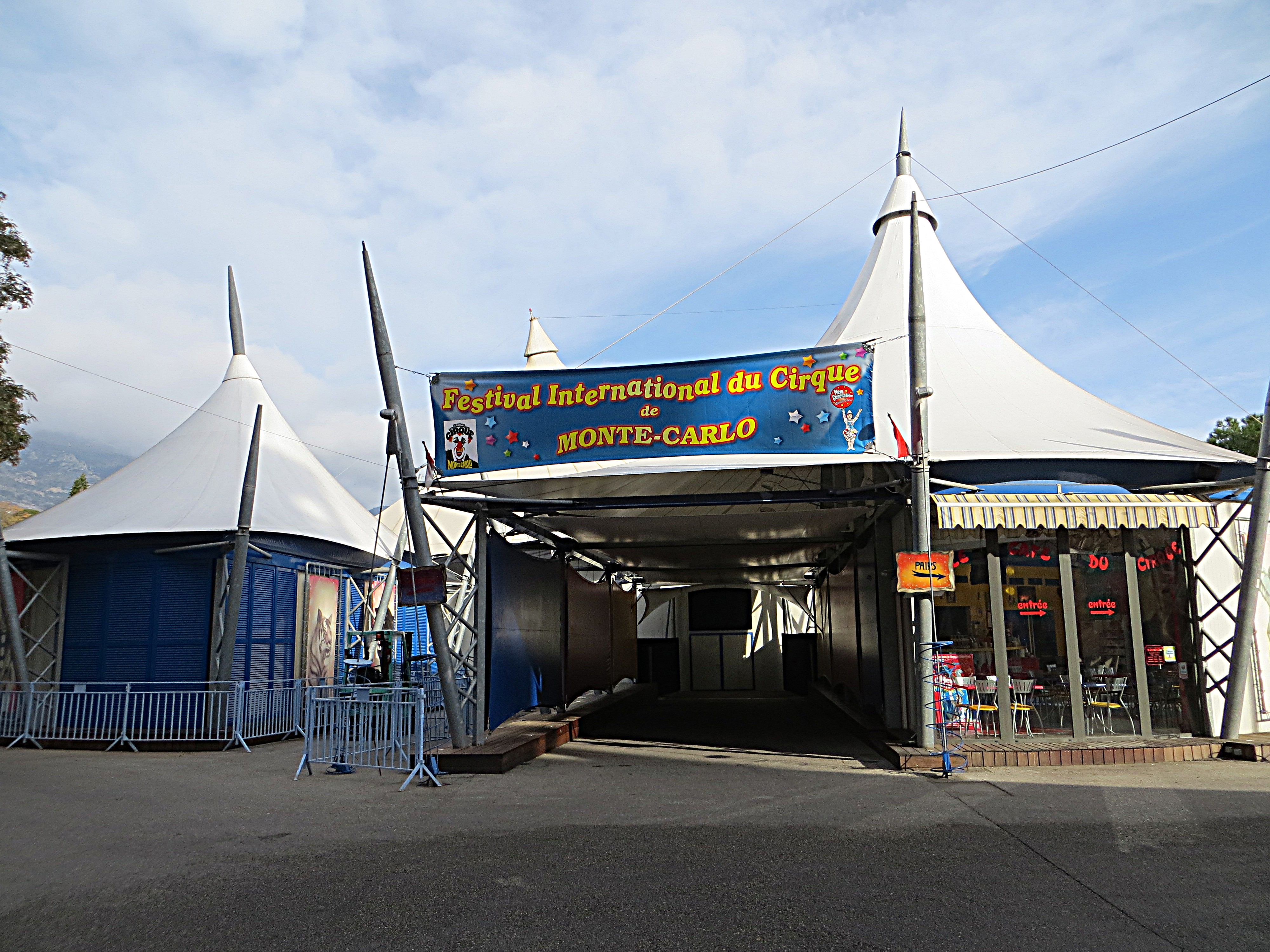
A Chapiteau de Fontvieille bejárata

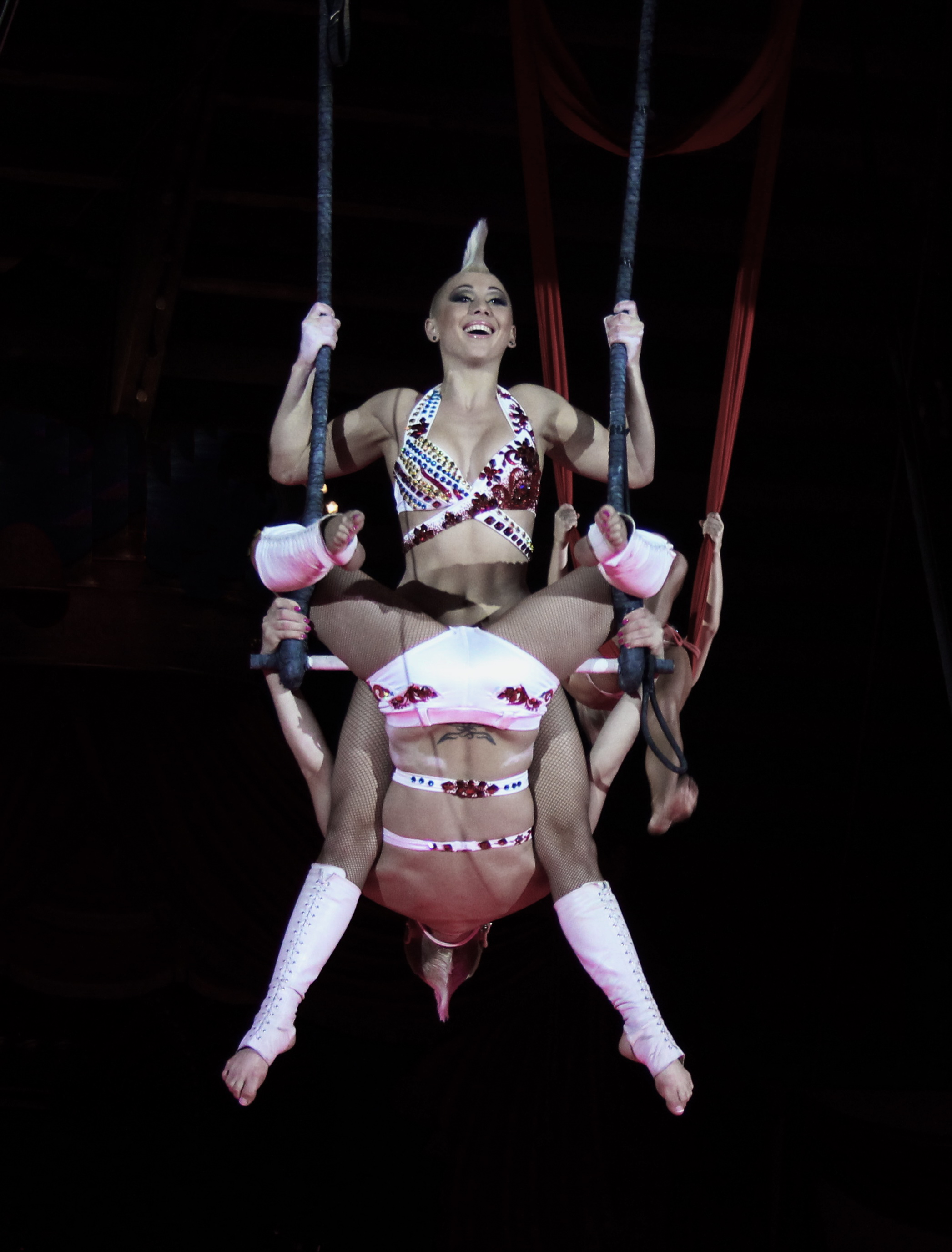
A Bingo cirkusztársulat 2012-ben lépett fel a fesztiválon.

A fesztivál ötlete III. Rainier monacói hercegtől származik. A herceg a cirkusz szerelmese volt, főleg az idomított nagymacskáké. A fesztivált azért akarta létrehozni, hogy támogassa a cirkuszművészetet és hogy az artisták a nagy közönség előtt is bemutatkozhassanak. Ő írta meg az első fesztivál programját és ő hívta meg a résztvevőket Monacóba. A Nemzetközi Cirkuszfesztivál nem sokkal indulása után komoly rangot vívott ki magának. A kezdetben kis versenyből az évek során, a világ vezető cirkusz eseménye alakult ki. Több mint 50 ország artistái vett már részt rajta.
A fesztivál végén, a gálaműsoron a zsűri tagjai és a felkért vendégek adják át az Arany- és a Ezüstbohócokat (2002 óta már Bronzbohócokat is), melyek az artisták Oscar-díjának számítanak. A kiírás szerint a következők díjak kerülnek odaítélésre: 1 db Aranybohóc, 2 db Ezüstbohóc, 3 db Bronzbohóc. A fesztiválra csak meghívásos alapon lehet bekerülni. A produkciókat minden évben szakmai zsűri értékeli, amelynek tagjai a világ jelentős cirkuszainak és varietéinek vezetői. A zsűri a versenyző művészek produkcióit több alkalommal nézi meg, majd a technikai tudást és a kivitelezést értékeli. 2006 óta Stefánia monacói hercegnő a zsűri elnöke. Az első Aranybohócot egy francia porondmester, Alfred Court (életművéért) és egy spanyol bohóc, Charlie Rivel kapta.

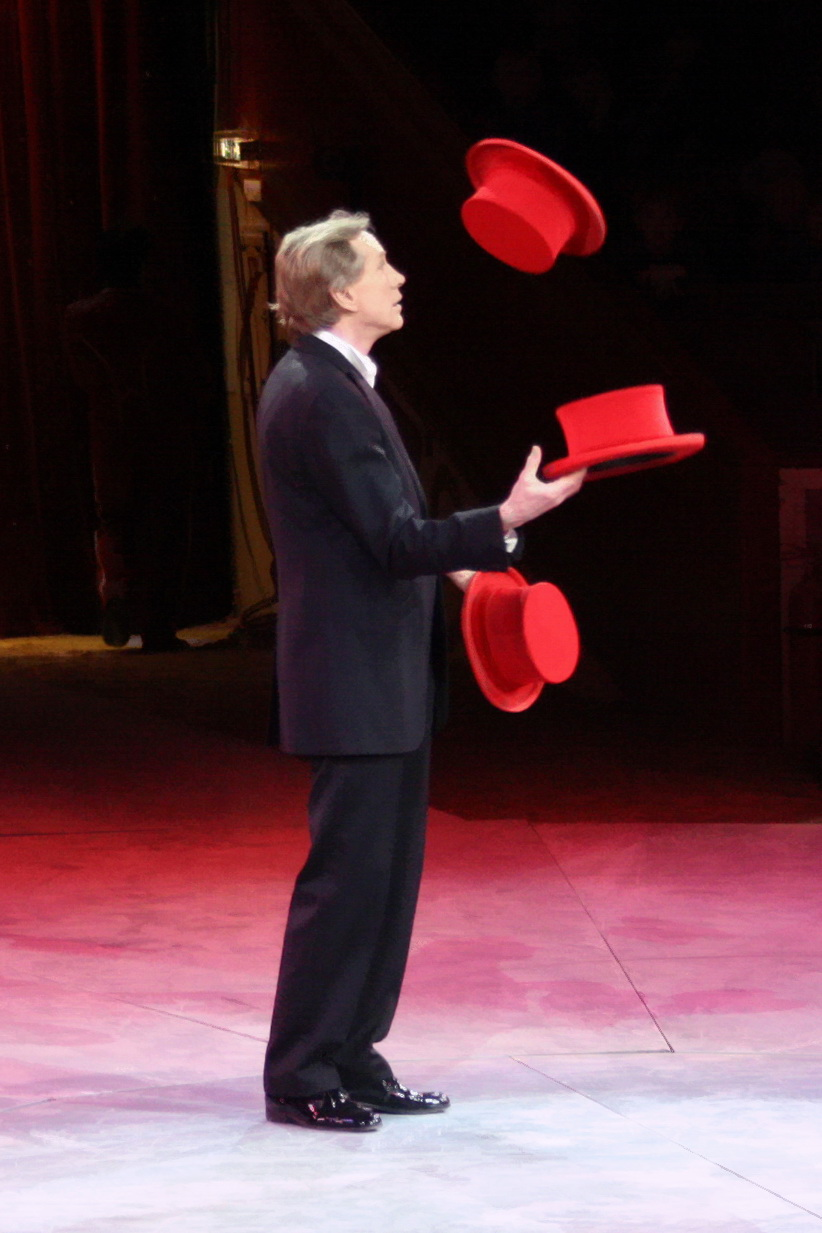
Kris Kremo az 1981-es fesztiválon Ezüst Bohóc-díjat nyert

Kezdetben, a fesztivál öt napig tartott, és mindig decemberben tartották, később kiterjesztették a hét napra. 2007 óta már tíz napig tart, ezzel a világ leghosszabb cirkuszfesztiválja. 1987-ben nem tartották meg, mivel az esemény időpontját a következő év januárjára/februárjára pontosították. Azóta a fesztivált mindig januárban (esetleg februárban) tartják.
A fesztivál eddig kétszer törölték el, 1982-ben Grace Kelly halála miatt és 1991-ben a II. öbölháború miatt. 2006-ban a 30. fesztivál házigazdái nem osztották ki a Bohóc-díjakat, csak olyan artistaművészet hívtak meg, akik valaha nyertek már Arany-, Ezüst- vagy Bronzbohócot. A hat órás záró ceremónián mindannyian a néhai alapító, III. Rainier herceg előtt tisztelegtek, aki több mint fél évszázados uralkodás után, 81 éves korában, 2005. április 6-án elhunyt. A showt a legjobb cirkuszi előadói mutatták be. Némelyikük egyik kollégájával együtt lépett fel, mint például a két zsonglőr, Kris Kremo és Anthony Gatto. A műsorban fellépett az olasz David Larible is, aki az 1988-ban a fesztivál Ezüst Bohóc-díját, majd 1999-ben az Arany Bohóc-díjat vihette haza.

### Ifjúsági fesztivál
Annak érdekében, hogy a fiatal artistaművészek is esélyt kapjanak a bemutatkozásra, 2012-ben megalakult, a Monte-carlói Ifjúsági Fesztivál (angolul: New Generation Circus Festival of Monte-Carlo). Ez az egyetlen ifjúsági fesztivál, mely megfelelő nagyságú arénában zajlik. A résztvevőknek húsz évnél fiatalabbak kell lenniük.
Az első ifjúsági fesztiválra 2012. február 4-én és 5-én került sor. Érdekesség, hogy ez az időpont részben megegyezett a 9. Budapesti Nemzetközi Cirkuszfesztivál időpontjával. A budapesti fesztivál a monte-carlói verseny nagy ellenfele, igaz az előbbit csak kétévente rendezik meg.
Az ifjúsági fesztivál zsűrijének elnöke Stefánia hercegnő lánya, Pauline Ducruet.

## Televíziós közvetítés
A Monte-Carlói Nemzetközi Cirkuszfesztivál nagyon népszerű, minden évben több ezer látogatót vonz a világ minden tájáról – beleértve azokat a nézőket is a televízión keresztül követik az eseményeket szerte a világon. A nagy érdeklődés miatt minden seregszemléről készül(t) felvétel, melyeket több külföldi televíziócsatorna is műsorára tűz(ött). Rendszeresen közvetítik Franciaországban (France Télévisions), Svájcban (SRF), Németországban (Das Erste, ARD), Hollandiában (NPO) és Olaszországban (RAI) is.
Magyarország eddig még nem közvetítette a fesztivált, viszont a 24. Monte-carlói Nemzetközi Cirkuszfesztivál műsorát hazánkban is levetítették.

## Magyarok a Monte-Carlói Nemzetközi Cirkuszfesztiválon
Az 1974-ben megrendezett első Monte-Carlói Nemzetközi Cirkuszfesztiválon Magyarországot a Richter csoport képviselte, akik elefánt akrobata produkciójukkal elnyerték a verseny Ezüst Bohóc-díját.
1977-ben, a 4. fesztiválon Kristóf István, és felesége Sallai Ilona (†2018) ugródeszka-műsorszámát szintén Ezüst Bohóc-díjjal jutalmazták.
2004-ben, 30 évvel az első fesztivál után a második Ezüst Bohóc-díj került a Richter család tulajdonába, ugyanis Richter József – a Richter csoport vezetője – idősebb fia, Richter Flórián, és felesége Edith lovas zsoképrodukciójukkal ezüst-díjat nyertek. Az ez évi másik magyar képviselő a Takács Gyula és Oláh Sándor alkotta Goldon Power duó volt, akik Bronz Bohóc-díjat kapták erőemelő műsorszámukért.
2008-ban a cirkuszművészet történetének első magyar Arany Bohóc-díját nyerte el a 32. Monte-carlói Nemzetközi Cirkuszfesztiválon Richter Flórián és tíztagú lovas zsokécsoportja, amelyet 2005-ben alapított. A fesztiválon négy magyar – Takács Árpád, Magyari Zsolt, Horvát Dávid, Szokolai Zsigmond – és négy moldáv tornász – Ruszláv Posztovika, Szinénin Kiril, Vokaca André, Mazur André – biztosító öv nélkül mutatta be vágtázó lóról induló szaltókat, flikk-flakkot, több lóról induló ugrásokat, dobásokat. Flórián a produkcióhoz a lovak és az artisták mellett saját vonósnégyest is vitt magával. Díjuk két okból is különleges: lovas akrobata számban még soha nem született arany a fesztivál történetében, másrészt egyetlen fellépő sem kapott még ilyen rövid időn belül ezüst és arany minősítést egyaránt. Ezzel Richter Flórián a legsikeresebb magyar résztvevője a monte-carlói fesztiválnak.
A 2012-es fesztiválon a magyar származású Steve Eleky is fellépett. 2013-ban, a 37. fesztiválon a Donnert lovas akrobata csoport Bronz Bohóc-díjat nyert.
2018-ban Richter József, és felesége Merrylu Richter a 42. Monte-carlói Nemzetközi Cirkuszfesztiválon Arany Bohóc-díjat nyertek.

## A fesztivál díjazottjai

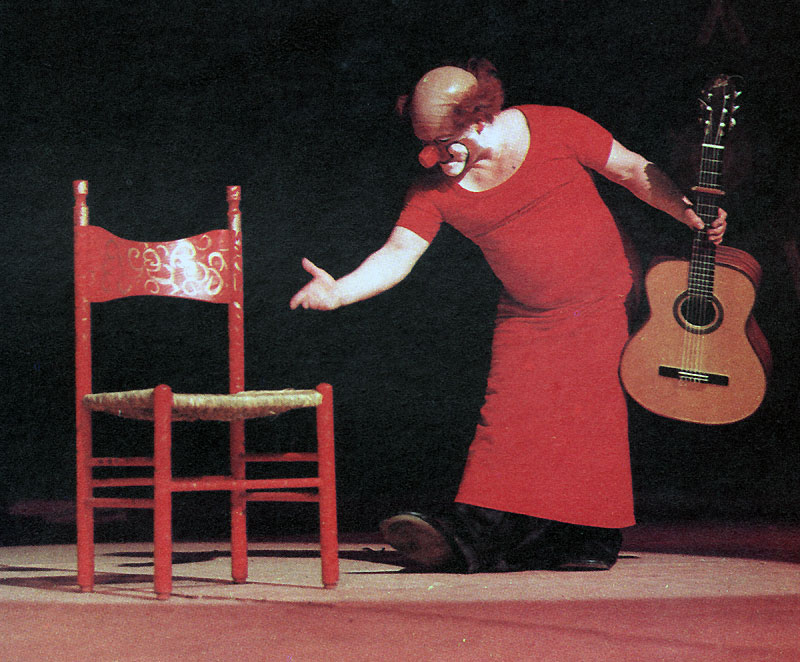
Charlie Rivel, az első fesztivál győztese

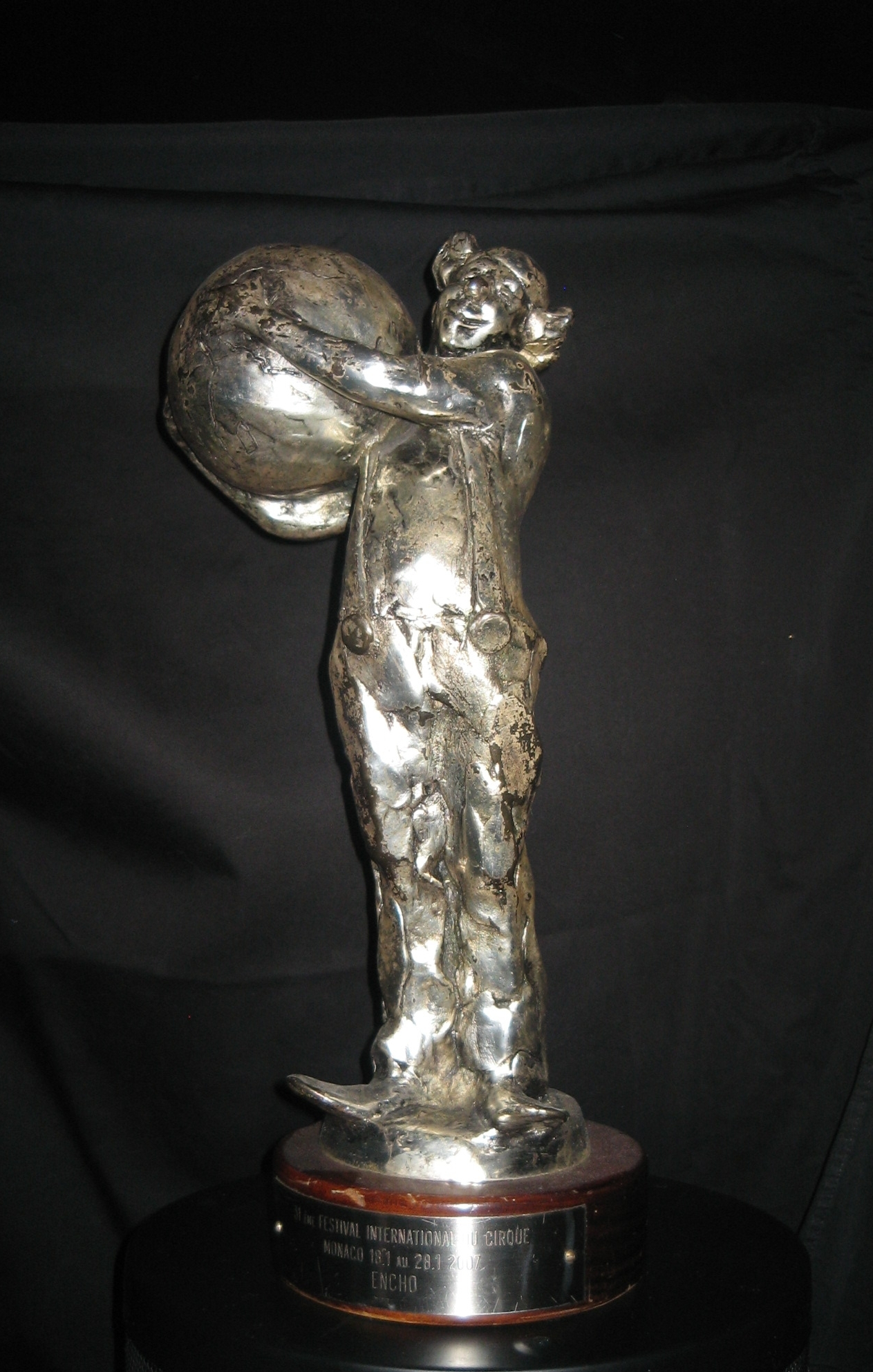
Az Ezüst Bohóc-díj

A versenyzők 1974 óta Arany és Ezüst Bohóc-díjat kapnak. 2002 óta már Bronz Bohócokat is átadnak. A győztest a nemzetközi, szakmai zsűri választja ki, melynek elnöke Stephanie hercegnő. A díjakat a zsűri tagjai és a felkért vendégek adják át az ünnepélyes díjkiosztó gálaműsoron. A díjak alkotója Paule Male szobrászművész. A jutalmul szolgáló kitüntetések körülbelül 30 centiméter magasak, a talapzatukra a nyertes nevét és a fesztivál időpontját írják fel. A díj egy bohócot ábrázol, melynek az előző években rövid lábai voltak, hosszú kabátot viselt és kézét a mellkasán összefogta. Ma már a bohócoknak lábai hosszúak vannak és kezeikkel egy labdát tartanak. 2008 óta többfajta különdíjakat is átadnak.
A legelső Aranybohócot egy francia porondmester, Alfred Court (életművéért) és egy spanyol bohóc, Charlie Rivel kapta.
Az ifjúsági fesztivál nyertesei Arany–, Ezüst– és Bronzjuniort kapnak, mely egy gyermek fehér bohócot ábrázol, aki a nagydíjhoz hasonlóan kezeivel egy a labdát tart.

### A Nemzetközi Cirkuszfesztivál helyezettjei

#### 1970–es évek
| 1. Monte-carlói Nemzetközi Cirkuszfesztivál 1974. december 26–30. | 1. Monte-carlói Nemzetközi Cirkuszfesztivál 1974. december 26–30. | 1. Monte-carlói Nemzetközi Cirkuszfesztivál 1974. december 26–30. | 1. Monte-carlói Nemzetközi Cirkuszfesztivál 1974. december 26–30. |
| Díj                                                               | Nyertes                                                           | Ország                                                            | Szám                                                              |
| ----------------------------------------------------------------- | ----------------------------------------------------------------- | ----------------------------------------------------------------- | ----------------------------------------------------------------- |
| Arany Bohóc                                                       | Charlie Rivel                                                     | Spanyolország                                                     | bohóc                                                             |
| Arany Bohóc                                                       | Alfred Court                                                      | Franciaország                                                     | tiszteletbeli                                                     |
| Ezüst Bohóc                                                       | Alizes csoport                                                    | Egyesült Királyság, USA                                           |                                                                   |
| Ezüst Bohóc                                                       | Pentacovi csoport                                                 | Bulgária                                                          |                                                                   |
| Ezüst Bohóc                                                       | Dimek csoport                                                     | Lengyelország                                                     |                                                                   |
| Ezüst Bohóc                                                       | Emilien Bouglione                                                 | Franciaország                                                     |                                                                   |
| Ezüst Bohóc                                                       | Richter család                                                    | Magyarország                                                      | lovas akrobataszám                                                |

| 2. Monte-carlói Nemzetközi Cirkuszfesztivál 1975. december 26–30. | 2. Monte-carlói Nemzetközi Cirkuszfesztivál 1975. december 26–30. | 2. Monte-carlói Nemzetközi Cirkuszfesztivál 1975. december 26–30. | 2. Monte-carlói Nemzetközi Cirkuszfesztivál 1975. december 26–30. |
| Díj                                                               | Nyertes                                                           | Ország                                                            | Szám                                                              |
| ----------------------------------------------------------------- | ----------------------------------------------------------------- | ----------------------------------------------------------------- | ----------------------------------------------------------------- |
| Arany Bohóc                                                       | Alexis Gruss                                                      | Franciaország                                                     | lovasszám                                                         |
| Ezüst Bohóc                                                       | Flying Farfans                                                    | Chile                                                             | trapézszám                                                        |
| Ezüst Bohóc                                                       | Little John                                                       | Dánia                                                             |                                                                   |
| Ezüst Bohóc                                                       | Niccolini csoport                                                 | Venezuela                                                         |                                                                   |
| Ezüst Bohóc                                                       | Gerd Siemoneit-Barum                                              | Németország                                                       |                                                                   |

| 3. Monte-carlói Nemzetközi Cirkuszfesztivál 1976. december 26–30. | 3. Monte-carlói Nemzetközi Cirkuszfesztivál 1976. december 26–30. | 3. Monte-carlói Nemzetközi Cirkuszfesztivál 1976. december 26–30. | 3. Monte-carlói Nemzetközi Cirkuszfesztivál 1976. december 26–30. |
| Díj                                                               | Nyertes                                                           | Ország                                                            | Szám                                                              |
| ----------------------------------------------------------------- | ----------------------------------------------------------------- | ----------------------------------------------------------------- | ----------------------------------------------------------------- |
| Arany Bohóc                                                       | Elvin Bale                                                        | Egyesült Királyság                                                | trapéz                                                            |
| Ezüst Bohóc                                                       | Rios Brothers                                                     | Franciaország                                                     |                                                                   |
| Ezüst Bohóc                                                       | Victor Chemchour                                                  | Szovjetunió                                                       |                                                                   |
| Ezüst Bohóc                                                       | Flying Michaels                                                   | Mexikó                                                            |                                                                   |
| Ezüst Bohóc                                                       | Flavio Togni                                                      | Olaszország                                                       | elefántszám                                                       |

| 4. Monte-carlói Nemzetközi Cirkuszfesztivál 1977. december 8–12. | 4. Monte-carlói Nemzetközi Cirkuszfesztivál 1977. december 8–12. | 4. Monte-carlói Nemzetközi Cirkuszfesztivál 1977. december 8–12. | 4. Monte-carlói Nemzetközi Cirkuszfesztivál 1977. december 8–12. |
| Díj                                                              | Nyertes                                                          | Ország                                                           | Szám                                                             |
| ---------------------------------------------------------------- | ---------------------------------------------------------------- | ---------------------------------------------------------------- | ---------------------------------------------------------------- |
| Arany Bohóc                                                      | Knie család                                                      | Svájc                                                            |                                                                  |
| Ezüst Bohóc                                                      | Antares csoport                                                  | Egyesült Királyság, Franciaország                                |                                                                  |
| Ezüst Bohóc                                                      | Canestrelli csoport                                              | Olaszország, USA                                                 |                                                                  |
| Ezüst Bohóc                                                      | Carillo Brothers                                                 | USA                                                              |                                                                  |
| Ezüst Bohóc                                                      | Duo Kristóf                                                      | Magyarország                                                     | ugródeszka                                                       |
| Ezüst Bohóc                                                      | Silagis csoport                                                  | Bulgária                                                         |                                                                  |

| 5. Monte-carlói Nemzetközi Cirkuszfesztivál 1978. december 7–11. | 5. Monte-carlói Nemzetközi Cirkuszfesztivál 1978. december 7–11. | 5. Monte-carlói Nemzetközi Cirkuszfesztivál 1978. december 7–11. | 5. Monte-carlói Nemzetközi Cirkuszfesztivál 1978. december 7–11. |
| Díj                                                              | Nyertes                                                          | Ország                                                           | Szám                                                             |
| ---------------------------------------------------------------- | ---------------------------------------------------------------- | ---------------------------------------------------------------- | ---------------------------------------------------------------- |
| Arany Bohóc                                                      | Beljakows csoport                                                | Szovjetunió                                                      |                                                                  |
| Arany Bohóc                                                      | Flying Gaonas                                                    | Mexikó                                                           | trapézszám                                                       |
| Ezüst Bohóc                                                      | Boichanovi csoport                                               | Bulgária                                                         |                                                                  |
| Ezüst Bohóc                                                      | Duo Dobrich                                                      | Bulgária                                                         |                                                                  |
| Ezüst Bohóc                                                      | Marilees Flyers                                                  | USA                                                              | trapézszám                                                       |

| 6. Monte-carlói Nemzetközi Cirkuszfesztivál 1979. december 6–10. | 6. Monte-carlói Nemzetközi Cirkuszfesztivál 1979. december 6–10. | 6. Monte-carlói Nemzetközi Cirkuszfesztivál 1979. december 6–10. | 6. Monte-carlói Nemzetközi Cirkuszfesztivál 1979. december 6–10. |
| Díj                                                              | Nyertes                                                          | Ország                                                           | Szám                                                             |
| ---------------------------------------------------------------- | ---------------------------------------------------------------- | ---------------------------------------------------------------- | ---------------------------------------------------------------- |
| Arany Bohóc                                                      | Leonid Kostiuk és csoportja                                      | Szovjetunió                                                      |                                                                  |
| Arany Bohóc                                                      | Georges Carl                                                     | USA                                                              | bohóc                                                            |
| Ezüst Bohóc                                                      | Kovatchevi csoport                                               | Bulgária                                                         |                                                                  |
| Ezüst Bohóc                                                      | Farrell Brothers                                                 | USA                                                              |                                                                  |
| Ezüst Bohóc                                                      | Dieter Farell                                                    | Németország                                                      |                                                                  |
| Ezüst Bohóc                                                      | Elvin Bale                                                       | Egyesült Királyság                                               |                                                                  |
| Ezüst Bohóc                                                      | Nicolodi csoport                                                 | Olaszország                                                      |                                                                  |

#### 1980–as évek
| 7. Monte-carlói Nemzetközi Cirkuszfesztivál 1980. január 4–8. | 7. Monte-carlói Nemzetközi Cirkuszfesztivál 1980. január 4–8. | 7. Monte-carlói Nemzetközi Cirkuszfesztivál 1980. január 4–8. | 7. Monte-carlói Nemzetközi Cirkuszfesztivál 1980. január 4–8. |
| Díj                                                           | Nyertes                                                       | Ország                                                        | Szám                                                          |
| ------------------------------------------------------------- | ------------------------------------------------------------- | ------------------------------------------------------------- | ------------------------------------------------------------- |
| Arany Bohóc                                                   | Parvanovi csoport                                             | Bulgária                                                      | ugródeszka                                                    |
| Ezüst Bohóc                                                   | Dick Franco                                                   | USA                                                           | zsonglőr                                                      |
| Ezüst Bohóc                                                   | Flying Jimenez                                                | Mexikó                                                        | trapézszám                                                    |

| 8. Monte-carlói Nemzetközi Cirkuszfesztivál 1981. január 10–14. | 8. Monte-carlói Nemzetközi Cirkuszfesztivál 1981. január 10–14. | 8. Monte-carlói Nemzetközi Cirkuszfesztivál 1981. január 10–14. | 8. Monte-carlói Nemzetközi Cirkuszfesztivál 1981. január 10–14. |
| Díj                                                             | Nyertes                                                         | Ország                                                          | Szám                                                            |
| --------------------------------------------------------------- | --------------------------------------------------------------- | --------------------------------------------------------------- | --------------------------------------------------------------- |
| Arany Bohóc                                                     | Oleg Popov                                                      | Szovjetunió                                                     | bohóc                                                           |
| Arany Bohóc                                                     | Roby Gasser                                                     | Svájc                                                           |                                                                 |
| Ezüst Bohóc                                                     | Alexis Sisters                                                  | Portugália                                                      | egyensúlyozó szám                                               |
| Ezüst Bohóc                                                     | Cretzu csoport                                                  | Románia                                                         | ugródeszka                                                      |
| Ezüst Bohóc                                                     | Kris Kremo                                                      | Svájc                                                           | zsonglőr                                                        |
| Ezüst Bohóc                                                     | Joselito Barreda                                                | Peru                                                            |                                                                 |
| Ezüst Bohóc                                                     | Pietr Liubitchenko és Ludmilla Golovko                          | Szovjetunió                                                     | trapéz                                                          |

| 9. Monte-carlói Nemzetközi Cirkuszfesztivál 1983. december 8–12. | 9. Monte-carlói Nemzetközi Cirkuszfesztivál 1983. december 8–12. | 9. Monte-carlói Nemzetközi Cirkuszfesztivál 1983. december 8–12. | 9. Monte-carlói Nemzetközi Cirkuszfesztivál 1983. december 8–12. |
| Díj                                                              | Nyertes                                                          | Ország                                                           | Szám                                                             |
| ---------------------------------------------------------------- | ---------------------------------------------------------------- | ---------------------------------------------------------------- | ---------------------------------------------------------------- |
| Arany Bohóc                                                      | Li Liping                                                        | Kína                                                             | egyensúlyozó                                                     |
| Ezüst Bohóc                                                      | Szergej Ignatov                                                  | Szovjetunió                                                      | zsonglőr                                                         |
| Ezüst Bohóc                                                      | Lothara Brothers                                                 | Németország                                                      | magasdrót                                                        |
| Ezüst Bohóc                                                      | Balkanski csoport                                                | Bulgária                                                         |                                                                  |
| Ezüst Bohóc                                                      | Flavio Togni                                                     | Olaszország                                                      | elefántszám lovakkal                                             |

| 10. Monte-carlói Nemzetközi Cirkuszfesztivál 1984. december 6–10. | 10. Monte-carlói Nemzetközi Cirkuszfesztivál 1984. december 6–10. | 10. Monte-carlói Nemzetközi Cirkuszfesztivál 1984. december 6–10. | 10. Monte-carlói Nemzetközi Cirkuszfesztivál 1984. december 6–10. |
| Díj                                                               | Nyertes                                                           | Ország                                                            | Szám                                                              |
| ----------------------------------------------------------------- | ----------------------------------------------------------------- | ----------------------------------------------------------------- | ----------------------------------------------------------------- |
| Arany Bohóc                                                       | Lu Lixin és Shen Ning                                             | Kína                                                              | egyensúlyozók                                                     |
| Arany Bohóc                                                       | Nougzarov csoport                                                 | Szovjetunió                                                       | zsokészám                                                         |
| Arany Bohóc                                                       | Choe Bok Nam-csoport                                              | Észak-Korea                                                       | trapézszám                                                        |
| Ezüst Bohóc                                                       | Flying Cavarettas                                                 | USA                                                               | trapézszám                                                        |
| Ezüst Bohóc                                                       | Mafi család                                                       | Olaszország                                                       |                                                                   |
| Ezüst Bohóc                                                       | Natalia Vasilieva és Iuri Aleksandrov                             | Szovjetunió                                                       | trapézszám                                                        |
| Ezüst Bohóc                                                       | Manuela Beelo                                                     | Hollandia                                                         | magasiskola lovaglás                                              |
| Ezüst Bohóc                                                       | Duo Zalewski                                                      | Lengyelország                                                     | perzs szám                                                        |

| 11. Monte-carlói Nemzetközi Cirkuszfesztivál 1985. december 5–9. | 11. Monte-carlói Nemzetközi Cirkuszfesztivál 1985. december 5–9. | 11. Monte-carlói Nemzetközi Cirkuszfesztivál 1985. december 5–9. | 11. Monte-carlói Nemzetközi Cirkuszfesztivál 1985. december 5–9. |
| Díj                                                              | Nyertes                                                          | Ország                                                           | Szám                                                             |
| ---------------------------------------------------------------- | ---------------------------------------------------------------- | ---------------------------------------------------------------- | ---------------------------------------------------------------- |
| Arany Bohóc                                                      | Phenjan csoport                                                  | Észak-Korea                                                      | rúdszám, ugródeszka                                              |
| Arany Bohóc                                                      | Doveiko csoport                                                  | Szovjetunió                                                      | ugródeszka                                                       |
| Ezüst Bohóc                                                      | Kouklatchev                                                      | Szovjetunió                                                      | bohóc                                                            |
| Ezüst Bohóc                                                      | Trio Zalewski                                                    | Lengyelország                                                    | dobószám                                                         |
| Ezüst Bohóc                                                      | Kong Hongwen                                                     | Kína                                                             | kézegyensúlyozás székeken                                        |
| Ezüst Bohóc                                                      | Yasmine Smart                                                    | Egyesült Királyság                                               | lovas szám                                                       |

| 12. Monte-carlói Nemzetközi Cirkuszfesztivál 1986. december 4–8. | 12. Monte-carlói Nemzetközi Cirkuszfesztivál 1986. december 4–8. | 12. Monte-carlói Nemzetközi Cirkuszfesztivál 1986. december 4–8. | 12. Monte-carlói Nemzetközi Cirkuszfesztivál 1986. december 4–8. |
| Díj                                                              | Nyertes                                                          | Ország                                                           | Szám                                                             |
| ---------------------------------------------------------------- | ---------------------------------------------------------------- | ---------------------------------------------------------------- | ---------------------------------------------------------------- |
| Arany Bohóc                                                      | Senjang csoport                                                  | Kína                                                             | karikaszám                                                       |
| Arany Bohóc                                                      | Massimiliano Nones                                               | Olaszország                                                      | tigrisszám                                                       |
| Ezüst Bohóc                                                      | Ulánbátor csoport                                                | Mongólia                                                         | hajlékonyság                                                     |
| Ezüst Bohóc                                                      | Kehaiovi csoport                                                 | Bulgária                                                         |                                                                  |

| 13. Monte-carlói Nemzetközi Cirkuszfesztivál 1988. január 28–február 1. | 13. Monte-carlói Nemzetközi Cirkuszfesztivál 1988. január 28–február 1. | 13. Monte-carlói Nemzetközi Cirkuszfesztivál 1988. január 28–február 1. | 13. Monte-carlói Nemzetközi Cirkuszfesztivál 1988. január 28–február 1. |
| Díj                                                                     | Nyertes                                                                 | Ország                                                                  | Szám                                                                    |
| ----------------------------------------------------------------------- | ----------------------------------------------------------------------- | ----------------------------------------------------------------------- | ----------------------------------------------------------------------- |
| Arany Bohóc                                                             | Chen Brothers                                                           | Portugália                                                              | erőemelő szám                                                           |
| Ezüst Bohóc                                                             | Stankeev csoport                                                        | Szovjetunió                                                             | trapézszám                                                              |
| Ezüst Bohóc                                                             | Tsukanov csoport                                                        | Szovjetunió                                                             | egykerekű                                                               |
| Ezüst Bohóc                                                             | Dolly Jacobs                                                            | USA                                                                     | levegőszám                                                              |
| Ezüst Bohóc                                                             | David Larible                                                           | Olaszország                                                             | bohóc                                                                   |
| Ezüst Bohóc                                                             | Flying Farfans                                                          | USA                                                                     | trapézszám                                                              |
| Ezüst Bohóc                                                             | Tianjing csoport                                                        | Kína                                                                    |                                                                         |

| 14. Monte-carlói Nemzetközi Cirkuszfesztivál 1989. február 2–6. | 14. Monte-carlói Nemzetközi Cirkuszfesztivál 1989. február 2–6. | 14. Monte-carlói Nemzetközi Cirkuszfesztivál 1989. február 2–6. | 14. Monte-carlói Nemzetközi Cirkuszfesztivál 1989. február 2–6. |
| Díj                                                             | Nyertes                                                         | Ország                                                          | Szám                                                            |
| --------------------------------------------------------------- | --------------------------------------------------------------- | --------------------------------------------------------------- | --------------------------------------------------------------- |
| Arany Bohóc                                                     | Phenjan csoport                                                 | Észak-Korea                                                     | trapézszám                                                      |
| Ezüst Bohóc                                                     | Santung csoport                                                 | Kína                                                            | rola-bola                                                       |
| Ezüst Bohóc                                                     | Stefano és Lara Orfei-Nones                                     | Olaszország                                                     | egzotikus állatszám                                             |
| Ezüst Bohóc                                                     | Nadia Gasser                                                    | Svájc                                                           | fókaszám                                                        |
| Ezüst Bohóc                                                     | Kotsuba csoport                                                 | Szovjetunió                                                     | erőemelő szám                                                   |
| Ezüst Bohóc                                                     | Flying Navas                                                    | Ecuador                                                         | trapézszám                                                      |

#### 1990–es évek
| 15. Monte-carlói Nemzetközi Cirkuszfesztivál 1990. február 1–5. | 15. Monte-carlói Nemzetközi Cirkuszfesztivál 1990. február 1–5. | 15. Monte-carlói Nemzetközi Cirkuszfesztivál 1990. február 1–5. | 15. Monte-carlói Nemzetközi Cirkuszfesztivál 1990. február 1–5. |
| Díj                                                             | Nyertes                                                         | Ország                                                          | Szám                                                            |
| --------------------------------------------------------------- | --------------------------------------------------------------- | --------------------------------------------------------------- | --------------------------------------------------------------- |
| Arany Bohóc                                                     | Flying Vasquez                                                  | USA, Kolumbia                                                   | trapézszám                                                      |
| Arany Bohóc                                                     | Nikolai Pavlenko                                                | Szovjetunió                                                     | tigrisszám                                                      |
| Ezüst Bohóc                                                     | Alexis Brothers                                                 | Portugália                                                      | erőemelő szám                                                   |
| Ezüst Bohóc                                                     | Andrew & Jaqueline                                              | Egyesült Királyság                                              | levegőszám                                                      |
| Ezüst Bohóc                                                     | Akishin csoport                                                 | Szovjetunió                                                     | ugrókötélszám                                                   |
| Ezüst Bohóc                                                     | Duo Guerrero                                                    | Kolumbia                                                        | magasdrót                                                       |
| Ezüst Bohóc                                                     | Flying Espanas                                                  | Mexikó                                                          | trapézszám                                                      |

| 16. Monte-carlói Nemzetközi Cirkuszfesztivál 1992. január 19–26. | 16. Monte-carlói Nemzetközi Cirkuszfesztivál 1992. január 19–26. | 16. Monte-carlói Nemzetközi Cirkuszfesztivál 1992. január 19–26. | 16. Monte-carlói Nemzetközi Cirkuszfesztivál 1992. január 19–26. |
| Díj                                                              | Nyertes                                                          | Ország                                                           | Szám                                                             |
| ---------------------------------------------------------------- | ---------------------------------------------------------------- | ---------------------------------------------------------------- | ---------------------------------------------------------------- |
| Arany Bohóc                                                      | Cirque du Soleil – Nouvelle Expérience                           | Kanada                                                           | hajlékonyság                                                     |
| Arany Bohóc                                                      | Phenjan csoport                                                  | Észak-Korea                                                      | trapézszám                                                       |
| Ezüst Bohóc                                                      | Senjang csoport                                                  | Kína                                                             | levegőszám                                                       |
| Ezüst Bohóc                                                      | Tino & Tony                                                      | Franciaország, · Portugália                                      | komikus egyensúlyozó szám                                        |
| Ezüst Bohóc                                                      | Wendell Huber                                                    | Svájc                                                            | elefántszám                                                      |

| 17. Monte-carlói Nemzetközi Cirkuszfesztivál 1993. január 28–február 4. | 17. Monte-carlói Nemzetközi Cirkuszfesztivál 1993. január 28–február 4. | 17. Monte-carlói Nemzetközi Cirkuszfesztivál 1993. január 28–február 4. | 17. Monte-carlói Nemzetközi Cirkuszfesztivál 1993. január 28–február 4. |
| Díj                                                                     | Nyertes                                                                 | Ország                                                                  | Szám                                                                    |
| ----------------------------------------------------------------------- | ----------------------------------------------------------------------- | ----------------------------------------------------------------------- | ----------------------------------------------------------------------- |
| Arany Bohóc                                                             | Kuangtung csoport                                                       | Kína                                                                    | egyensúlyozók                                                           |
| Arany Bohóc                                                             | Phenjan csoport                                                         | Észak-Korea                                                             | trapézszám                                                              |
| Ezüst Bohóc                                                             | Géraldine-Katharina Knie                                                | Svájc                                                                   | lovas szám                                                              |
| Ezüst Bohóc                                                             | Guerreros csoport                                                       | Kolumbia                                                                | magasdrót                                                               |
| Ezüst Bohóc                                                             | Rubzov csoport                                                          | Oroszország                                                             | akrobaták                                                               |
| Ezüst Bohóc                                                             | Perezvony csoport                                                       | Oroszország                                                             | nyujtószám                                                              |
| Ezüst Bohóc                                                             | Peter Shub                                                              | USA                                                                     | komikus                                                                 |

| 18. Monte-carlói Nemzetközi Cirkuszfesztivál 1994. január 27–február 3. | 18. Monte-carlói Nemzetközi Cirkuszfesztivál 1994. január 27–február 3. | 18. Monte-carlói Nemzetközi Cirkuszfesztivál 1994. január 27–február 3. | 18. Monte-carlói Nemzetközi Cirkuszfesztivál 1994. január 27–február 3. |
| Díj                                                                     | Nyertes                                                                 | Ország                                                                  | Szám                                                                    |
| ----------------------------------------------------------------------- | ----------------------------------------------------------------------- | ----------------------------------------------------------------------- | ----------------------------------------------------------------------- |
| Arany Bohóc                                                             | Borzovi csoport                                                         | Oroszország                                                             | levegőszám                                                              |
| Ezüst Bohóc                                                             | Anges Blancs                                                            | Kolumbia, Mexikó, Svájc, USA                                            | magasdrót                                                               |
| Ezüst Bohóc                                                             | Doveiko csoport                                                         | Oroszország                                                             | orosz rúd                                                               |
| Ezüst Bohóc                                                             | Anhuj csoport                                                           | Kína                                                                    | vízi meteorszám                                                         |
| Ezüst Bohóc                                                             | John Campolongo                                                         | Egyesült Királyság                                                      | oroszlánszám                                                            |
| Ezüst Bohóc                                                             | Gourianov                                                               | Oroszország                                                             | ugródeszka                                                              |

| 19. Monte-carlói Nemzetközi Cirkuszfesztivál 1995. január 19–26. | 19. Monte-carlói Nemzetközi Cirkuszfesztivál 1995. január 19–26. | 19. Monte-carlói Nemzetközi Cirkuszfesztivál 1995. január 19–26. | 19. Monte-carlói Nemzetközi Cirkuszfesztivál 1995. január 19–26. |
| Díj                                                              | Nyertes                                                          | Ország                                                           | Szám                                                             |
| ---------------------------------------------------------------- | ---------------------------------------------------------------- | ---------------------------------------------------------------- | ---------------------------------------------------------------- |
| Arany Bohóc                                                      | Ciognes csoport                                                  | Oroszország                                                      | trapézszám                                                       |
| Ezüst Bohóc                                                      | Duo Soudartchikov                                                | Oroszország                                                      | villámgyors átöltözők                                            |
| Ezüst Bohóc                                                      | Petra és Roland Duss                                             | Svájc                                                            | fókaszám                                                         |
| Ezüst Bohóc                                                      | Karyne és Sarah Steben                                           | Kanada                                                           | trapézszám                                                       |

| 20. Monte-carlói Nemzetközi Cirkuszfesztivál 1996. február 1–8. | 20. Monte-carlói Nemzetközi Cirkuszfesztivál 1996. február 1–8. | 20. Monte-carlói Nemzetközi Cirkuszfesztivál 1996. február 1–8. | 20. Monte-carlói Nemzetközi Cirkuszfesztivál 1996. február 1–8. |
| Díj                                                             | Nyertes                                                         | Ország                                                          | Szám                                                            |
| --------------------------------------------------------------- | --------------------------------------------------------------- | --------------------------------------------------------------- | --------------------------------------------------------------- |
| Arany Bohóc                                                     | Ewelyn Marinof-csoport                                          | Románia                                                         | ugródeszka                                                      |
| Arany Bohóc                                                     | Fredy Knie Jr.                                                  | Svájc                                                           | lovas szám                                                      |
| Arany Bohóc                                                     | Leonida Casartelli                                              | Olaszország                                                     | lovas szám                                                      |
| Ezüst Bohóc                                                     | Senjang akrobatacsoport                                         | Kína                                                            | levegőszám                                                      |
| Ezüst Bohóc                                                     | James Puydebois                                                 | Belgium                                                         | elefántszám                                                     |
| Ezüst Bohóc                                                     | Vorobiev csoport                                                | Oroszország                                                     | hintaszám                                                       |
| Ezüst Bohóc                                                     | Oleg Izossimov                                                  | Oroszország                                                     | kézegyensúlyozó                                                 |

| 21. Monte-carlói Nemzetközi Cirkuszfesztivál 1997. január 30–február 6. | 21. Monte-carlói Nemzetközi Cirkuszfesztivál 1997. január 30–február 6. | 21. Monte-carlói Nemzetközi Cirkuszfesztivál 1997. január 30–február 6. | 21. Monte-carlói Nemzetközi Cirkuszfesztivál 1997. január 30–február 6. |
| Díj                                                                     | Nyertes                                                                 | Ország                                                                  | Szám                                                                    |
| ----------------------------------------------------------------------- | ----------------------------------------------------------------------- | ----------------------------------------------------------------------- | ----------------------------------------------------------------------- |
| Arany Bohóc                                                             | Santung akrobatacsoport                                                 | Kína                                                                    | bicikliszám                                                             |
| Ezüst Bohóc                                                             | Phenjan csoport                                                         | Észak-Korea                                                             | trapézszám                                                              |
| Ezüst Bohóc                                                             | Franco Knie                                                             | Svájc                                                                   | elefántszám                                                             |
| Ezüst Bohóc                                                             | Zhang ting                                                              | Kína                                                                    | kézegyensúlyozó                                                         |
| Ezüst Bohóc                                                             | Duo Mouvance                                                            | Kanada                                                                  | trapézszám                                                              |

| 22. Monte-carlói Nemzetközi Cirkuszfesztivál 1998. január 29–február 5. | 22. Monte-carlói Nemzetközi Cirkuszfesztivál 1998. január 29–február 5. | 22. Monte-carlói Nemzetközi Cirkuszfesztivál 1998. január 29–február 5. | 22. Monte-carlói Nemzetközi Cirkuszfesztivál 1998. január 29–február 5. |
| Díj                                                                     | Nyertes                                                                 | Ország                                                                  | Szám                                                                    |
| ----------------------------------------------------------------------- | ----------------------------------------------------------------------- | ----------------------------------------------------------------------- | ----------------------------------------------------------------------- |
| Arany Bohóc                                                             | Phenjan akrobatacsoport                                                 | Észak-Korea                                                             | trapézszám                                                              |
| Arany Bohóc                                                             | Kanton akrobatacsoport                                                  | Kína                                                                    | ugródeszka                                                              |
| Ezüst Bohóc                                                             | Flavio Togni                                                            | Olaszország                                                             | lovak szabadidomítása                                                   |
| Ezüst Bohóc                                                             | Voljansky csoport                                                       | Oroszország                                                             | magasdrót                                                               |
| Ezüst Bohóc                                                             | Bello Nock                                                              | USA                                                                     | bohóc                                                                   |
| Ezüst Bohóc                                                             | Stephan és Nathalie Gruss                                               | Franciaország                                                           | pas de deux                                                             |

| 23. Monte-carlói Nemzetközi Cirkuszfesztivál 1999. január 17–24. | 23. Monte-carlói Nemzetközi Cirkuszfesztivál 1999. január 17–24. | 23. Monte-carlói Nemzetközi Cirkuszfesztivál 1999. január 17–24. | 23. Monte-carlói Nemzetközi Cirkuszfesztivál 1999. január 17–24. |
| Díj                                                              | Nyertes                                                          | Ország                                                           | Szám                                                             |
| ---------------------------------------------------------------- | ---------------------------------------------------------------- | ---------------------------------------------------------------- | ---------------------------------------------------------------- |
| Arany Bohóc                                                      | Anatoly Zalievsky                                                | Ukrajna                                                          | kézegyensúlyozó                                                  |
| Arany Bohóc                                                      | Cirque du Soleil – Quidam                                        | Kanada                                                           | dobószám                                                         |
| Arany Bohóc                                                      | David Larible                                                    | Olaszország                                                      | bohóc                                                            |
| Ezüst Bohóc                                                      | Hszining akrobatacsoport                                         | Kína                                                             | trapézszám                                                       |
| Ezüst Bohóc                                                      | Phenjan csoport                                                  | Észak-Korea                                                      | trapézszám                                                       |
| Ezüst Bohóc                                                      | Dalian csoport                                                   | Kína                                                             | egyensúlyozók                                                    |

#### 2000–es évek
| 24. Monte-carlói Nemzetközi Cirkuszfesztivál 2000. január 20–27. | 24. Monte-carlói Nemzetközi Cirkuszfesztivál 2000. január 20–27. | 24. Monte-carlói Nemzetközi Cirkuszfesztivál 2000. január 20–27. | 24. Monte-carlói Nemzetközi Cirkuszfesztivál 2000. január 20–27. |
| Díj                                                              | Nyertes                                                          | Ország                                                           | Szám                                                             |
| ---------------------------------------------------------------- | ---------------------------------------------------------------- | ---------------------------------------------------------------- | ---------------------------------------------------------------- |
| Aranybohóc                                                       | Phenjan akrobatacsoport                                          | Észak-Korea                                                      | trapéz                                                           |
| Aranybohóc                                                       | Tchernievski csoport                                             | Oroszország                                                      | ugródeszka szám                                                  |
| Aranybohóc                                                       | Anthony Gatto                                                    | USA                                                              | zsonglőr                                                         |
| Ezüstbohóc                                                       | Hunan akrobatacsoport                                            | Kína                                                             | kínai rúd                                                        |
| Ezüstbohóc                                                       | Vis Versa (Cirque du Soleil)                                     | Kanada                                                           | erőemelő szám                                                    |
| Ezüstbohóc                                                       | Martin Lacey Jr.                                                 | Egyesült Királyság                                               | oroszlánok idomítása                                             |

| 25. Monte-carlói Nemzetközi Cirkuszfesztivál 2001. január 18–25. | 25. Monte-carlói Nemzetközi Cirkuszfesztivál 2001. január 18–25. | 25. Monte-carlói Nemzetközi Cirkuszfesztivál 2001. január 18–25. | 25. Monte-carlói Nemzetközi Cirkuszfesztivál 2001. január 18–25. |
| Díj                                                              | Nyertes                                                          | Ország                                                           | Szám                                                             |
| ---------------------------------------------------------------- | ---------------------------------------------------------------- | ---------------------------------------------------------------- | ---------------------------------------------------------------- |
| Aranybohóc                                                       | Alexis Gruss                                                     | Franciaország                                                    | lovas szám                                                       |
| Aranybohóc                                                       | Sanghaj akrobatacsoport                                          | Kína                                                             | ugródeszka szám ikáriával                                        |
| Ezüstbohóc                                                       | Carillos csoport                                                 | USA, Mexikó                                                      | magasdrótszám                                                    |
| Ezüstbohóc                                                       | Fumagalli                                                        | Olaszország                                                      | bohóc                                                            |
| Ezüstbohóc                                                       | Manducas                                                         | Portugália                                                       | komikus egyensúlyozó szám                                        |
| Ezüstbohóc                                                       | Peres Brothers                                                   | Portugália                                                       | erőemelő szám                                                    |

2002-től már a Bronz Bohóc-díjat is odaítéli a nemzetközi, szakmai zsűri.
| 26. Monte-carlói Nemzetközi Cirkuszfesztivál 2002. január 17–24. | 26. Monte-carlói Nemzetközi Cirkuszfesztivál 2002. január 17–24. | 26. Monte-carlói Nemzetközi Cirkuszfesztivál 2002. január 17–24. | 26. Monte-carlói Nemzetközi Cirkuszfesztivál 2002. január 17–24. |
| Díj                                                              | Nyertes                                                          | Ország                                                           | Szám                                                             |
| ---------------------------------------------------------------- | ---------------------------------------------------------------- | ---------------------------------------------------------------- | ---------------------------------------------------------------- |
| Aranybohóc                                                       | Los Quiros                                                       | Spanyolország                                                    | magasdrót                                                        |
| Aranybohóc                                                       | Kanton akrobatacsoport                                           | Kína                                                             | pas de deux                                                      |
| Ezüstbohóc                                                       | Phenjan csoport                                                  | Észak-Korea                                                      | ugródeszka                                                       |
| Ezüstbohóc                                                       | Picaso Jr.                                                       | Spanyolország                                                    | zsonglőr                                                         |
| Ezüstbohóc                                                       | Phenjan csoport                                                  | Észak-Korea                                                      | rúddobó akrobaták                                                |
| Bronzbohóc                                                       | Cirneanum Platinium                                              | Románia                                                          | nyújtó akrobatika                                                |
| Bronzbohóc                                                       | Trio Muñoz                                                       | Portugália / Franciaország · Kolumbia                            | bohócok                                                          |
| Bronzbohóc                                                       | The Flying Pages                                                 | USA                                                              | trapéz szám                                                      |

| 27. Monte-carlói Nemzetközi Cirkuszfesztivál 2003. január 15–23. | 27. Monte-carlói Nemzetközi Cirkuszfesztivál 2003. január 15–23. | 27. Monte-carlói Nemzetközi Cirkuszfesztivál 2003. január 15–23. | 27. Monte-carlói Nemzetközi Cirkuszfesztivál 2003. január 15–23. |
| Díj                                                              | Nyertes                                                          | Ország                                                           | Szám                                                             |
| ---------------------------------------------------------------- | ---------------------------------------------------------------- | ---------------------------------------------------------------- | ---------------------------------------------------------------- |
| Aranybohóc                                                       | The Flying Girls                                                 | Észak-Korea                                                      | trapéz szám                                                      |
| Aranybohóc                                                       | Puzanovi csoport                                                 | Oroszország                                                      | ugródeszka csoport                                               |
| Ezüstbohóc                                                       | Alexander Lacey                                                  | Egyesült Királyság                                               | oroszlánok és tigrisek                                           |
| Ezüstbohóc                                                       | Sanghaji Cirkusziskola csoportja                                 | Kína                                                             | rúddobó akrobaták                                                |
| Ezüstbohóc                                                       | Viktor Kee                                                       | Ukrajna                                                          | zsonglőr                                                         |
| Ezüstbohóc                                                       | Andrej Jigalov                                                   | Oroszország                                                      | bohóc                                                            |
| Bronzbohóc                                                       | Franco Knie és Franco Knie jr.                                   | Svájc                                                            | elefántszám                                                      |
| Bronzbohóc                                                       | Maike és Jörg Probst                                             | Németország                                                      | páviánok és kisállatok                                           |
| Bronzbohóc                                                       | Bingo Theater                                                    | Ukrajna                                                          | akrobatikus fantázia                                             |

| 28. Monte-carlói Nemzetközi Cirkuszfesztivál 2004. január 15–22. | 28. Monte-carlói Nemzetközi Cirkuszfesztivál 2004. január 15–22. | 28. Monte-carlói Nemzetközi Cirkuszfesztivál 2004. január 15–22. | 28. Monte-carlói Nemzetközi Cirkuszfesztivál 2004. január 15–22. |
| Díj                                                              | Nyertes                                                          | Ország                                                           | Szám                                                             |
| ---------------------------------------------------------------- | ---------------------------------------------------------------- | ---------------------------------------------------------------- | ---------------------------------------------------------------- |
| Aranybohóc                                                       | Peking akrobatacsoport                                           | Kína                                                             | vázazsonglőrök                                                   |
| Aranybohóc                                                       | Flying Tabares                                                   | Argentína, Brazília                                              | trapéz szám                                                      |
| Aranybohóc                                                       | Fratelli Errani                                                  | Olaszország                                                      | ikária                                                           |
| Ezüstbohóc                                                       | Richter Flórián és Edith                                         | Magyarország                                                     | zsokészám                                                        |
| Ezüstbohóc                                                       | Kovgar csoport                                                   | Oroszország                                                      | ugródeszka szám                                                  |
| Ezüstbohóc                                                       | Wallendas csoport                                                | USA                                                              | magasdrótszám                                                    |
| Ezüstbohóc                                                       | Stefano Nones-Orfei                                              | Olaszország                                                      | idomított tigrisek                                               |
| Bronzbohóc                                                       | Willer Nicolodi                                                  | Olaszország                                                      | hasbeszélő                                                       |
| Bronzbohóc                                                       | Golden Power                                                     | Magyarország                                                     | erőemelő szám                                                    |
| Bronzbohóc                                                       | Alan Sulc                                                        | Csehország                                                       | zsonglőr                                                         |
| Bronzbohóc                                                       | Sea World                                                        | Ukrajna                                                          | akrobatikus fantázia                                             |

| 29. Monte-carlói Nemzetközi Cirkuszfesztivál 2005. január 20–28. | 29. Monte-carlói Nemzetközi Cirkuszfesztivál 2005. január 20–28. | 29. Monte-carlói Nemzetközi Cirkuszfesztivál 2005. január 20–28. | 29. Monte-carlói Nemzetközi Cirkuszfesztivál 2005. január 20–28. |
| Díj                                                              | Nyertes                                                          | Ország                                                           | Szám                                                             |
| ---------------------------------------------------------------- | ---------------------------------------------------------------- | ---------------------------------------------------------------- | ---------------------------------------------------------------- |
| Aranybohóc                                                       | Rodion csoport                                                   | Oroszország                                                      | rúddobó akrobaták                                                |
| Aranybohóc                                                       | Phenjan csoport                                                  | Észak-Korea                                                      | trapéz szám                                                      |
| Ezüstbohóc                                                       | Kanton akrobatacsoport                                           | Kína                                                             | diabolo, akrobaták, hajlékonyság                                 |
| Ezüstbohóc                                                       | Ignatov csoport                                                  | Bulgária                                                         | zsokészám                                                        |
| Ezüstbohóc                                                       | Susan Lacey                                                      | Oroszország                                                      | fehér tigrisek                                                   |
| Ezüstbohóc                                                       | Duo Iroshnikov                                                   | Ukrajna                                                          | erőemelő szám                                                    |
| Ezüstbohóc                                                       | Velez család                                                     | Ecuador                                                          | magasdrótszám                                                    |
| Bronzbohóc                                                       | Monsieur Dalmatin                                                | Oroszország                                                      | dalmaták                                                         |
| Bronzbohóc                                                       | Rokashkov's                                                      | Oroszország                                                      | nyújtó akrobatika                                                |
| Bronzbohóc                                                       | Wendell Huber                                                    | Svájc                                                            | afrikai elefántok                                                |
| Bronzbohóc                                                       | Khailafov's csoport                                              | Oroszország                                                      | rúdegyensúlyozók                                                 |
| Bronzbohóc                                                       | Carlos Savadra                                                   | Spanyolország, Kolumbia                                          | lovak szabadidomítása                                            |

| 30. Monte-carlói Nemzetközi Cirkuszfesztivál 2006. január 19–27.                                               |
| --- |
| A jubileum alkalmából a díjakat nem adták át, az elmúlt évek díjazott produkcióiból állították össze a műsort. |

| 31. Monte-carlói Nemzetközi Cirkuszfesztivál 2007. január 18–28. | 31. Monte-carlói Nemzetközi Cirkuszfesztivál 2007. január 18–28. | 31. Monte-carlói Nemzetközi Cirkuszfesztivál 2007. január 18–28. | 31. Monte-carlói Nemzetközi Cirkuszfesztivál 2007. január 18–28. |
| Díj                                                              | Nyertes                                                          | Ország                                                           | Szám                                                             |
| ---------------------------------------------------------------- | ---------------------------------------------------------------- | ---------------------------------------------------------------- | ---------------------------------------------------------------- |
| Aranybohóc                                                       | Casartelli család                                                | Olaszország                                                      | lovak, tevék, elefántok, zsiráfok                                |
| Ezüstbohóc                                                       | Encho                                                            | Bulgária                                                         | kézegyensúlyozó                                                  |
| Ezüstbohóc                                                       | The White Crow                                                   | Kanada, Svájc, Ukrajna                                           | rúddobó akrobaták                                                |
| Ezüstbohóc                                                       | Guangzhou csoport                                                | Kína                                                             | akrobatika                                                       |
| Ezüstbohóc                                                       | Dosov csoport                                                    | Oroszország                                                      | ugródeszka szám                                                  |
| Ezüstbohóc                                                       | Domchyn csoport                                                  | Ukrajna                                                          | dupla hinta                                                      |
| Bronzbohóc                                                       | Duo Bobrov                                                       | Oroszország                                                      | légtornászok                                                     |
| Bronzbohóc                                                       | Tom Dieck Jr.                                                    | Franciaország                                                    | oroszlánok                                                       |
| Bronzbohóc                                                       | Ruslan Sadoev                                                    | Ukrajna                                                          | lovas zsonglőrök                                                 |
| Bronzbohóc                                                       | Teaser Testvérek                                                 | Belgium / Oroszország                                            | komikus pantomim                                                 |
| Bronzbohóc                                                       | Cirneanum Platinum                                               | Bulgária                                                         | show táncosok                                                    |

| 32. Monte-carlói Nemzetközi Cirkuszfesztivál 2008. január 17–27. | 32. Monte-carlói Nemzetközi Cirkuszfesztivál 2008. január 17–27. | 32. Monte-carlói Nemzetközi Cirkuszfesztivál 2008. január 17–27. | 32. Monte-carlói Nemzetközi Cirkuszfesztivál 2008. január 17–27. |
| Díj                                                              | Nyertes                                                          | Ország                                                           | Szám                                                             |
| ---------------------------------------------------------------- | ---------------------------------------------------------------- | ---------------------------------------------------------------- | ---------------------------------------------------------------- |
| Aranybohóc                                                       | Richter Flórián és csoportja                                     | Magyarország                                                     | lovas akrobataszám                                               |
| Aranybohóc                                                       | Pellegrini Testvérek                                             | Spanyolország                                                    | erőemelő szám                                                    |
| Aranybohóc                                                       | Li Wei                                                           | Kína                                                             | kötéltáncos                                                      |
| Ezüstbohóc                                                       | Senjang csoport                                                  | Kína                                                             | akrobatikus egyensúlyozók                                        |
| Ezüstbohóc                                                       | Casselly család                                                  | Németország                                                      | elefántszám lovakkal                                             |
| Ezüstbohóc                                                       | Catana csoport                                                   | Románia                                                          | ugródeszka szám                                                  |
| Ezüstbohóc                                                       | Crazy Wilson                                                     | Kolumbia                                                         | halálkerék                                                       |
| Ezüstbohóc                                                       | Vertical Tango                                                   | USA / Svájc                                                      | kínai rúd                                                        |
| Bronzbohóc                                                       | Elayne Kramer                                                    | Mexikó                                                           | hajlékonyság                                                     |
| Bronzbohóc                                                       | Marina & Svetlana                                                | Fehéroroszország                                                 | lábzsonglőrök                                                    |
| Bronzbohóc                                                       | Sergej Akimov                                                    | Oroszország                                                      | gurtni légtornász                                                |

| 33. Monte-carlói Nemzetközi Cirkuszfesztivál 2009. január 15–25. | 33. Monte-carlói Nemzetközi Cirkuszfesztivál 2009. január 15–25. | 33. Monte-carlói Nemzetközi Cirkuszfesztivál 2009. január 15–25. | 33. Monte-carlói Nemzetközi Cirkuszfesztivál 2009. január 15–25. |
| Díj                                                              | Nyertes                                                          | Ország                                                           | Szám                                                             |
| ---------------------------------------------------------------- | ---------------------------------------------------------------- | ---------------------------------------------------------------- | ---------------------------------------------------------------- |
| Aranybohóc                                                       | Phenjan csoport                                                  | Észak-Korea                                                      | trapéz szám                                                      |
| Aranybohóc                                                       | Flight of Passion                                                | Ukrajna                                                          | légtornászok                                                     |
| Ezüstbohóc                                                       | Tsisov csoport                                                   | Oroszország                                                      | magasdrótszám                                                    |
| Ezüstbohóc                                                       | Fucsien akrobatacsoport                                          | Kína                                                             | akrobatika és lasszók                                            |
| Ezüstbohóc                                                       | Phenjan csoport                                                  | Észak-Korea                                                      | hintaszám                                                        |
| Ezüstbohóc                                                       | Alex Giona                                                       | Olaszország                                                      | lovak szabadon                                                   |
| Bronzbohóc                                                       | Elvis Errani                                                     | Olaszország                                                      | ázsiai elefántok                                                 |
| Bronzbohóc                                                       | Roger Falck                                                      | Franciaország                                                    | tigrisek                                                         |
| Bronzbohóc                                                       | Sorellas                                                         | Németország                                                      | trapéz duó                                                       |
| Bronzbohóc                                                       | Housch ma Housch                                                 | Németország                                                      | bohóc                                                            |
| Bronzbohóc                                                       | Csengcsou akrobatacsoport                                        | Kína                                                             | akrobatika                                                       |

#### 2010–es évek

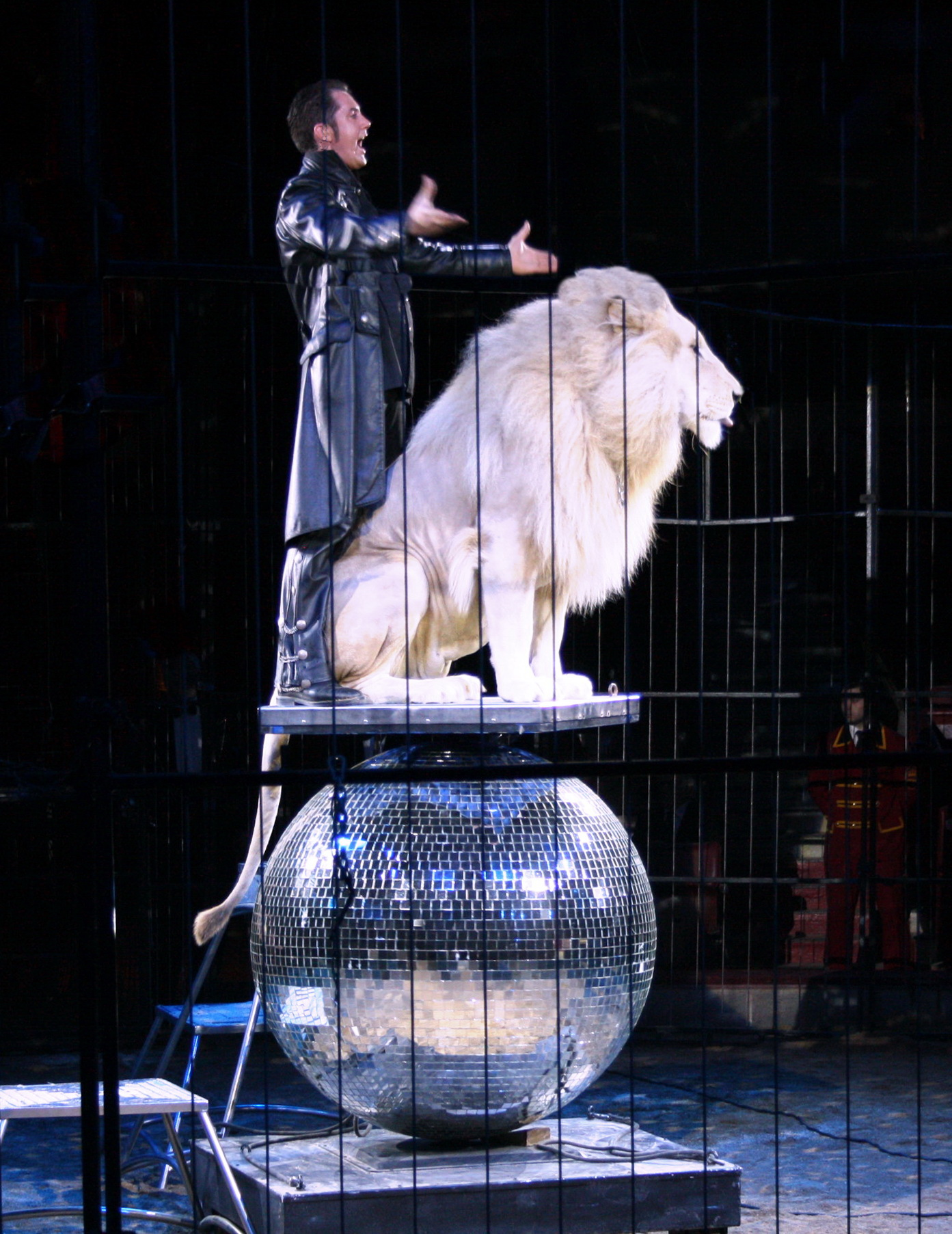
Martin Lacey Jr. és oroszlánja
a 34. fesztivál győztese
(2010)

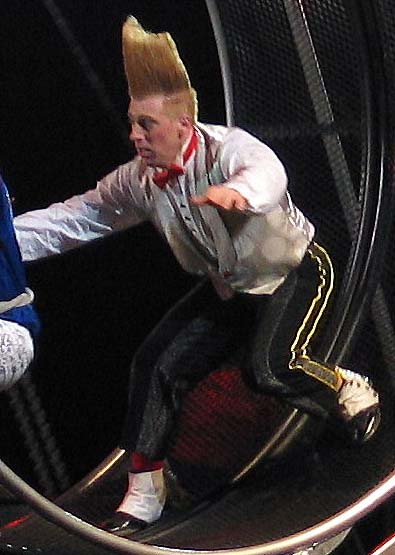
Bello Nock, a 35. fesztivál győztese (2011)

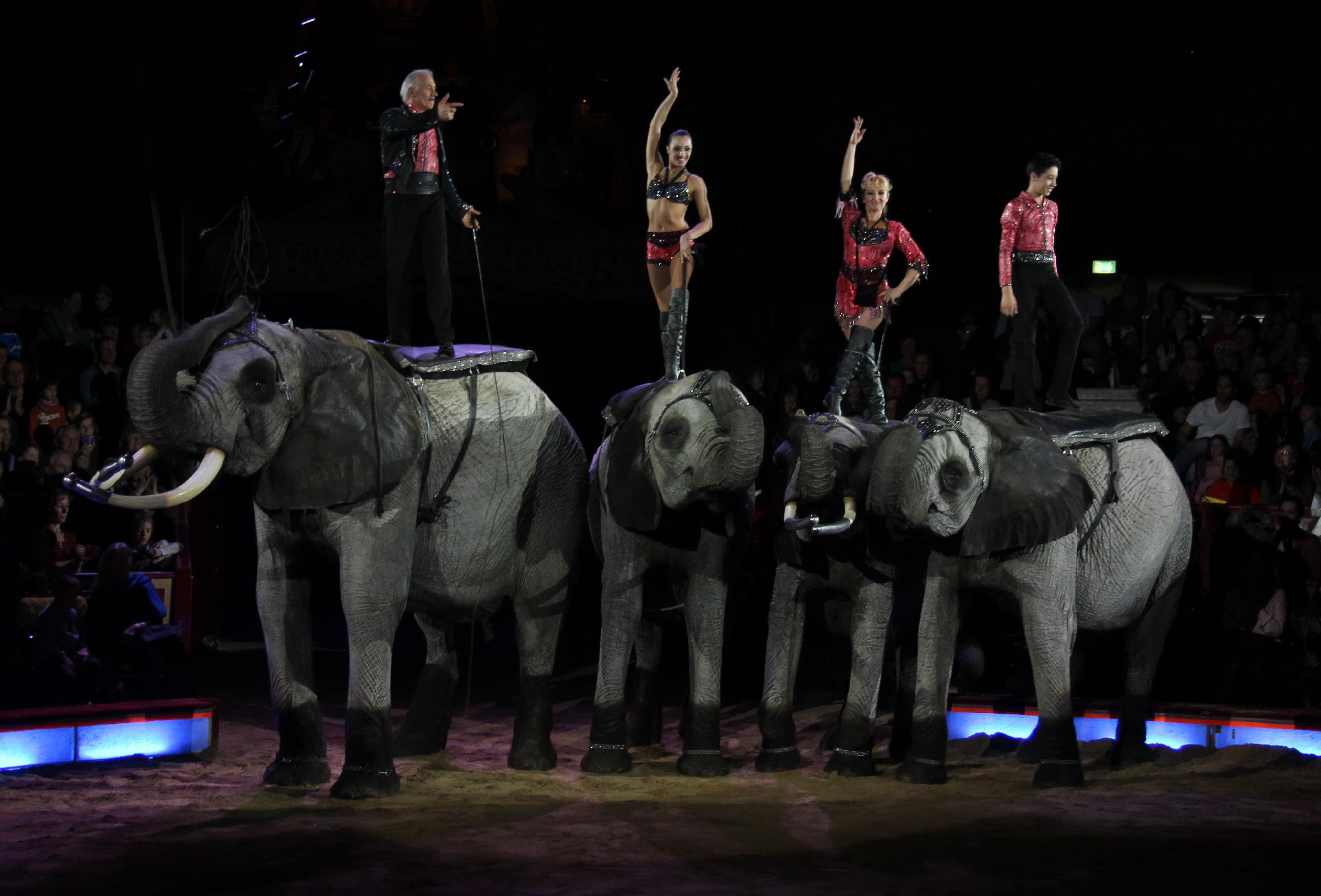
Casselly család, a 36. fesztivál győztesei (2012)

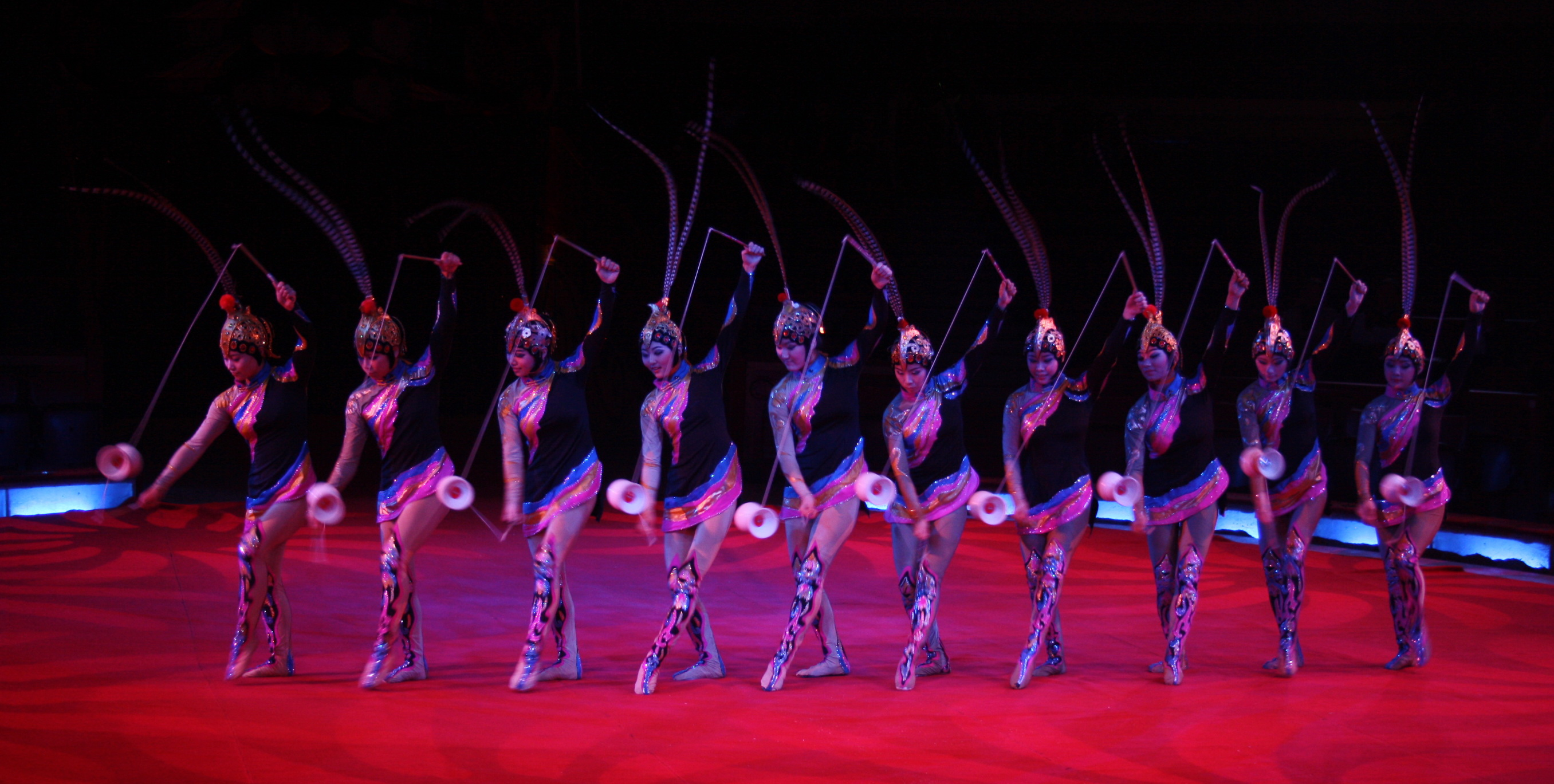
Peking Nemzeti Csoport, a 37. fesztivál győztesei (2013)

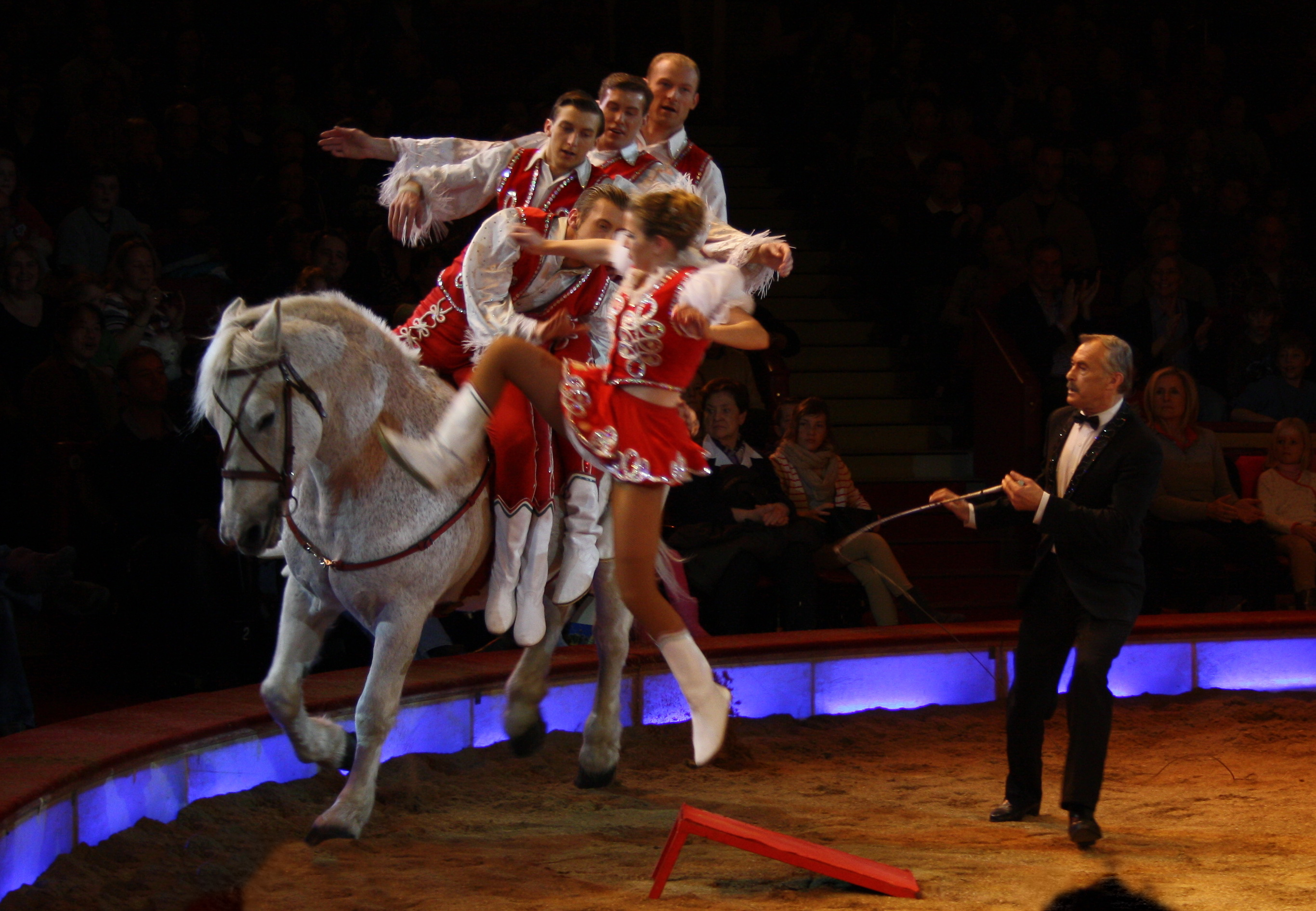
A Donnert csoport, akik megszerezték Magyarországnak a második Bronz Bohóc-díjat (2013)

| 34. Monte-carlói Nemzetközi Cirkuszfesztivál 2010. január 14–24. | 34. Monte-carlói Nemzetközi Cirkuszfesztivál 2010. január 14–24. | 34. Monte-carlói Nemzetközi Cirkuszfesztivál 2010. január 14–24. | 34. Monte-carlói Nemzetközi Cirkuszfesztivál 2010. január 14–24. |
| Díj                                                              | Nyertes                                                          | Ország                                                           | Szám                                                             |
| ---------------------------------------------------------------- | ---------------------------------------------------------------- | ---------------------------------------------------------------- | ---------------------------------------------------------------- |
| Aranybohóc                                                       | Martin Lacey Jr.                                                 | Egyesült Királyság                                               | oroszlánok idomítása                                             |
| Aranybohóc                                                       | Santung csoport                                                  | Kína                                                             | ikária                                                           |
| Ezüstbohóc                                                       | Flying Michaels                                                  | Brazília                                                         | trapéz szám                                                      |
| Ezüstbohóc                                                       | Cirque du Soleil – Alegría                                       | Kanada                                                           | rúddobó akrobaták                                                |
| Ezüstbohóc                                                       | Eshimbekov csoport                                               | Tádzsikisztán                                                    | lovas akrobaták                                                  |
| Ezüstbohóc                                                       | Petra és Roland Duss                                             | Svájc                                                            | fókaszám                                                         |
| Bronzbohóc                                                       | Duo Garcia                                                       | Spanyolország / USA                                              | légtornászok                                                     |
| Bronzbohóc                                                       | Rossyanns                                                        | Franciaország                                                    | zenebohócok                                                      |
| Bronzbohóc                                                       | Sonni Frankello                                                  | Németország                                                      | elefántok                                                        |
| Bronzbohóc                                                       | The Blue Sky Girls                                               | Mongólia                                                         | hajlékonyság                                                     |

| 35. Monte-carlói Nemzetközi Cirkuszfesztivál 2011. január 20–30. | 35. Monte-carlói Nemzetközi Cirkuszfesztivál 2011. január 20–30. | 35. Monte-carlói Nemzetközi Cirkuszfesztivál 2011. január 20–30. | 35. Monte-carlói Nemzetközi Cirkuszfesztivál 2011. január 20–30. |
| Díj                                                              | Nyertes                                                          | Ország                                                           | Szám                                                             |
| ---------------------------------------------------------------- | ---------------------------------------------------------------- | ---------------------------------------------------------------- | ---------------------------------------------------------------- |
| Aranybohóc                                                       | Flavio Togni                                                     | Olaszország                                                      | lovak, tevék, elefántok, tigrisek                                |
| Aranybohóc                                                       | Bello Nock                                                       | USA                                                              | bohóc                                                            |
| Ezüstbohóc                                                       | Dalian csoport                                                   | Kína                                                             | biciklin egyensúlyozók                                           |
| Ezüstbohóc                                                       | Flag Cirkusz csoport                                             | Kína                                                             | rúddobó akrobaták                                                |
| Ezüstbohóc                                                       | Valérie Inertie                                                  | Kanada                                                           | cyr kerék                                                        |
| Ezüstbohóc                                                       | White Birds                                                      | Oroszország                                                      | repülő trapéz                                                    |
| Bronzbohóc                                                       | Royal Testvérek                                                  | Olaszország                                                      | erőemelő                                                         |
| Bronzbohóc                                                       | Alma’s csoport                                                   | Románia                                                          | tissue és gömb légtornászok                                      |
| Bronzbohóc                                                       | Roman Kapersky                                                   | Oroszország                                                      | kézegyensúlyozó                                                  |
| Bronzbohóc                                                       | Khubaev csoport                                                  | Oroszország                                                      | talajakrobaták                                                   |

| 36. Monte-carlói Nemzetközi Cirkuszfesztivál 2012. január 19–29. | 36. Monte-carlói Nemzetközi Cirkuszfesztivál 2012. január 19–29. | 36. Monte-carlói Nemzetközi Cirkuszfesztivál 2012. január 19–29. | 36. Monte-carlói Nemzetközi Cirkuszfesztivál 2012. január 19–29. |
| Díj                                                              | Nyertes                                                          | Ország                                                           | Szám                                                             |
| ---------------------------------------------------------------- | ---------------------------------------------------------------- | ---------------------------------------------------------------- | ---------------------------------------------------------------- |
| Aranybohóc                                                       | Casselly család                                                  | Németország                                                      | akrobatikus elefántszám                                          |
| Aranybohóc                                                       | Cai Yong                                                         | Kína                                                             | kézegyensúlyozó                                                  |
| Ezüstbohóc                                                       | Vladislav Goncharov                                              | Ukrajna                                                          | oroszlánok                                                       |
| Ezüstbohóc                                                       | Vorobiev csoport                                                 | Oroszország                                                      | dupla hinta                                                      |
| Ezüstbohóc                                                       | Azzario Sisters                                                  | Spanyolország                                                    | erőemelő szám                                                    |
| Bronzbohóc                                                       | Flying To The Stars                                              | Ukrajna                                                          | nyújtó                                                           |
| Bronzbohóc                                                       | Duo Israfilov                                                    | Oroszország                                                      | bungee akrobaták                                                 |
| Bronzbohóc                                                       | Skating Pilar                                                    | Franciaország                                                    | görkorcsolya                                                     |
| Bronzbohóc                                                       | Flying Zuniga                                                    | Brazília                                                         | trapéz szám                                                      |
| Bronzbohóc                                                       | Duo Stipka                                                       | Csehország                                                       | balett lóháton                                                   |
| Bronzbohóc                                                       | Khadgaa csoport                                                  | Mongólia                                                         | dobóakrobatika                                                   |

| 37. Monte-carlói Nemzetközi Cirkuszfesztivál 2013. január 17–27. | 37. Monte-carlói Nemzetközi Cirkuszfesztivál 2013. január 17–27. | 37. Monte-carlói Nemzetközi Cirkuszfesztivál 2013. január 17–27. | 37. Monte-carlói Nemzetközi Cirkuszfesztivál 2013. január 17–27. |
| Díj                                                              | Nyertes                                                          | Ország                                                           | Szám                                                             |
| ---------------------------------------------------------------- | ---------------------------------------------------------------- | ---------------------------------------------------------------- | ---------------------------------------------------------------- |
| Aranybohóc                                                       | Peking akrobatacsoport                                           | Kína                                                             | diabolo, karikaugrók                                             |
| Aranybohóc                                                       | Duo Shcherbak & Popov                                            | Ukrajna                                                          | erőemelő szám                                                    |
| Ezüstbohóc                                                       | Phenjan csoport                                                  | Észak-Korea                                                      | pas de deux, trapéz szám                                         |
| Ezüstbohóc                                                       | Grechushkin csoport                                              | Oroszország                                                      | rúddobó akrobaták                                                |
| Ezüstbohóc                                                       | Navas Brothers                                                   | Ecuador                                                          | halálkerék                                                       |
| Ezüstbohóc                                                       | Leosvel és Diosmani                                              | Kuba                                                             | kínai rúd                                                        |
| Ezüstbohóc                                                       | Alexander Koblykov                                               | Ukrajna                                                          | zsonglőr                                                         |
| Ezüstbohóc                                                       | Jean-François Pignon                                             | Franciaország                                                    | lovasakrobata                                                    |
| Bronzbohóc                                                       | Mundial Cirkusz                                                  | Spanyolország                                                    | elefántszám                                                      |
| Bronzbohóc                                                       | Trio Markin                                                      | Oroszország                                                      | rola bola                                                        |
| Bronzbohóc                                                       | Kid Bauer                                                        | Franciaország                                                    | oroszlánok                                                       |
| Bronzbohóc                                                       | Catwall                                                          | Kanada                                                           | gumiasztal                                                       |
| Bronzbohóc                                                       | Trio Equivokee                                                   | Ukrajna                                                          | zsonglőrök                                                       |
| Bronzbohóc                                                       | Donnert csoport                                                  | Magyarország                                                     | lovas akrobaták                                                  |

| 38. Monte-carlói Nemzetközi Cirkuszfesztivál 2014. január 16–26. | 38. Monte-carlói Nemzetközi Cirkuszfesztivál 2014. január 16–26. | 38. Monte-carlói Nemzetközi Cirkuszfesztivál 2014. január 16–26. | 38. Monte-carlói Nemzetközi Cirkuszfesztivál 2014. január 16–26. |
| Díj                                                              | Nyertes                                                          | Ország                                                           | Szám                                                             |
| ---------------------------------------------------------------- | ---------------------------------------------------------------- | ---------------------------------------------------------------- | ---------------------------------------------------------------- |
| Aranybohóc                                                       | Desire of Flight                                                 | Oroszország                                                      | gurtni                                                           |
| Aranybohóc                                                       | Sokolov csoport                                                  | Oroszország                                                      | ugródeszka szám                                                  |
| Ezüstbohóc                                                       | Hans Klok                                                        | Hollandia                                                        | illuzionista                                                     |
| Ezüstbohóc                                                       | Duo Suining                                                      | Kína                                                             | kézegyensúlyozók                                                 |
| Ezüstbohóc                                                       | Dobrovitskiy csoport                                             | Oroszország                                                      | álló zicc                                                        |
| Ezüstbohóc                                                       | Vinicio Canastrelli Togni                                        | Olaszország                                                      | lovak szabadidomítása                                            |
| Ezüstbohóc                                                       | Rosi Hochegger                                                   | Németország                                                      | lóidomár                                                         |
| Ezüstbohóc                                                       | Vuhan csoport                                                    | Kína                                                             | trambulinos ikária                                               |
| Bronzbohóc                                                       | Sacha                                                            | USA                                                              | hajlékonyság                                                     |
| Bronzbohóc                                                       | Elisa Kachatryan                                                 | Örményország                                                     | magasdrót                                                        |
| Bronzbohóc                                                       | Anastasia Makeeva                                                | Oroszország                                                      | légtornász                                                       |
| Bronzbohóc                                                       | Duo Kvas                                                         | Ukrajna                                                          | erőemelők                                                        |
| Bronzbohóc                                                       | Gartner család                                                   | Németország                                                      | elefántszám                                                      |
| Bronzbohóc                                                       | Tom Dieck Jr.                                                    | Franciaország                                                    | tigrisek és oroszlánok                                           |

| 39. Monte-carlói Nemzetközi Cirkuszfesztivál 2015. január 15–25. | 39. Monte-carlói Nemzetközi Cirkuszfesztivál 2015. január 15–25. | 39. Monte-carlói Nemzetközi Cirkuszfesztivál 2015. január 15–25. | 39. Monte-carlói Nemzetközi Cirkuszfesztivál 2015. január 15–25. |
| Díj                                                              | Nyertes                                                          | Ország                                                           | Szám                                                             |
| ---------------------------------------------------------------- | ---------------------------------------------------------------- | ---------------------------------------------------------------- | ---------------------------------------------------------------- |
| Aranybohóc                                                       | Kínai Nemzeti Csoport                                            | Kína                                                             | kézegyensúlyozók                                                 |
| Aranybohóc                                                       | Phenjan csoport                                                  | Észak-Korea                                                      | légtornászok                                                     |
| Aranybohóc                                                       | Anastasia Fedotova-Stykan                                        | Oroszország                                                      | lovas magasiskola                                                |
| Aranybohóc                                                       | Fumagalli és Daris Huesca                                        | Olaszország, Spanyolország                                       | bohócok                                                          |
| Ezüstbohóc                                                       | Shatirov csoport                                                 | Oroszország                                                      | rúddobó akrobaták                                                |
| Ezüstbohóc                                                       | Pronin csoport                                                   | Oroszország                                                      | dupla hinta                                                      |
| Ezüstbohóc                                                       | Yakov Ekk csoport                                                | Oroszország                                                      | lovas akrobaták                                                  |
| Ezüstbohóc                                                       | Tiencsin csoport                                                 | Kína                                                             | lábikária                                                        |
| Bronzbohóc                                                       | Kolykhalov csoport                                               | Oroszország                                                      | nyújtó akrobatika                                                |
| Bronzbohóc                                                       | Duo Silver Stones                                                | Ukrajna                                                          | gurtni légtornászok                                              |
| Bronzbohóc                                                       | Elvis Errani                                                     | Olaszország                                                      | elefántszám                                                      |
| Bronzbohóc                                                       | Duo Black & White                                                | Oroszország                                                      | légtornászok                                                     |
| Bronzbohóc                                                       | Musa John Selepe                                                 | Franciaország                                                    | oroszlánok                                                       |
| Bronzbohóc                                                       | Meleshin Brothers                                                | Oroszország                                                      | görgőn egyensúlyozók                                             |

| 40. Monte-carlói Nemzetközi Cirkuszfesztivál 2016. január 14–24. |
| --- |
| A jubileum alkalmából a díjakat nem adták át, az elmúlt évek díjazott produkcióiból állították össze a műsort. Stefánia monacói hercegnőt, a fesztivál zsűrielnökét munkásságáért tiszteletbeli Aranybohóc díjjal jutalmazták. |

| 41. Monte-carlói Nemzetközi Cirkuszfesztivál 2017. január 19–29. | 41. Monte-carlói Nemzetközi Cirkuszfesztivál 2017. január 19–29. | 41. Monte-carlói Nemzetközi Cirkuszfesztivál 2017. január 19–29. | 41. Monte-carlói Nemzetközi Cirkuszfesztivál 2017. január 19–29. |
| Díj                                                              | Nyertes                                                          | Ország                                                           | Szám                                                             |
| ---------------------------------------------------------------- | ---------------------------------------------------------------- | ---------------------------------------------------------------- | ---------------------------------------------------------------- |
| Aranybohóc                                                       | Trushin csoport                                                  | Oroszország                                                      | ugródeszka szám                                                  |
| Aranybohóc                                                       | Sky Angels                                                       | Üzbegisztán                                                      | gurtni                                                           |
| Ezüstbohóc                                                       | Hszincsiang akrobatacsoport                                      | Kína                                                             | akrobatika lasszóval, emberi piramisok                           |
| Ezüstbohóc                                                       | Chilly & Fly                                                     | Kanada                                                           | álló zicc                                                        |
| Ezüstbohóc                                                       | Marek Jama                                                       | Lengyelország · Németország                                      | lovas szám, egzotikus állatszám                                  |
| Ezüstbohóc                                                       | Erwin Frankello                                                  | Németország                                                      | oroszlánfóka szám, afrikai elefántszám                           |
| Ezüstbohóc                                                       | Zapashny Brothers                                                | Oroszország                                                      | tigris– és oroszlánszám                                          |
| Bronzbohóc                                                       | The Gerlings                                                     | Kolumbia                                                         | magasdrótszám, halálkerék                                        |
| Bronzbohóc                                                       | Sons Company                                                     | Svédország                                                       | deszkaszám                                                       |
| Bronzbohóc                                                       | Holmikers csoport                                                | Svájc                                                            | akrobatikus horror show                                          |
| Bronzbohóc                                                       | Mario Berousek                                                   | Csehország                                                       | zsonglőr                                                         |
| Bronzbohóc                                                       | Alexandre Batuev                                                 | Oroszország                                                      | hajlékonyság                                                     |
| Bronzbohóc                                                       | Skokov csoport                                                   | Oroszország                                                      | hintaszám                                                        |

| 42. Monte-carlói Nemzetközi Cirkuszfesztivál 2018. január 18–28. | 42. Monte-carlói Nemzetközi Cirkuszfesztivál 2018. január 18–28. | 42. Monte-carlói Nemzetközi Cirkuszfesztivál 2018. január 18–28. | 42. Monte-carlói Nemzetközi Cirkuszfesztivál 2018. január 18–28.      |
| Díj                                                              | Nyertes                                                          | Ország                                                           | Szám                                                                  |
| ---------------------------------------------------------------- | ---------------------------------------------------------------- | ---------------------------------------------------------------- | --------------------------------------------------------------------- |
| Arany Bohóc                                                      | Sanghaj akrobatacsoport                                          | Kína                                                             | handstand                                                             |
| Arany Bohóc                                                      | Richter József és Merrylu Richter                                | Magyarország                                                     | pas de deux – balett lóháton, lovas akrobataszám, egzotikus állatszám |
| Ezüst Bohóc                                                      | Prosvirnin                                                       | Oroszország                                                      | bohócok                                                               |
| Ezüst Bohóc                                                      | Duo Stauberti                                                    | Csehország                                                       | perzs szám                                                            |
| Ezüst Bohóc                                                      | Duo Ballance                                                     | Románia                                                          | erőemelő szám                                                         |
| Bronz Bohóc                                                      | Duo 2-zen-O                                                      | Kanada                                                           | karikaszám                                                            |
| Bronz Bohóc                                                      | Belső-Mongólia csoport                                           | Kína                                                             | bicikliszám                                                           |
| Bronz Bohóc                                                      | Vavilov csoport                                                  | Oroszország                                                      | dobószám                                                              |
| Bronz Bohóc                                                      | Michael Ferreri                                                  | Spanyolország                                                    | zsonglőr                                                              |
| Bronz Bohóc                                                      | Heroes csoport                                                   | Oroszország                                                      | trapézszám                                                            |

| 43. Monte-carlói Nemzetközi Cirkuszfesztivál 2019. január 17–27. | 43. Monte-carlói Nemzetközi Cirkuszfesztivál 2019. január 17–27. | 43. Monte-carlói Nemzetközi Cirkuszfesztivál 2019. január 17–27. | 43. Monte-carlói Nemzetközi Cirkuszfesztivál 2019. január 17–27. |
| Díj                                                              | Nyertes                                                          | Ország                                                           | Szám                                                             |
| ---------------------------------------------------------------- | ---------------------------------------------------------------- | ---------------------------------------------------------------- | ---------------------------------------------------------------- |
| Arany Bohóc                                                      | Martin Lacey Junior                                              | Egyesült Királyság                                               | oroszlánok idomítása                                             |
| Arany Bohóc                                                      | Royal Circus (Gia Eradze)                                        | Oroszország                                                      | dzsigit                                                          |
| Ezüst Bohóc                                                      | Duo Just 2 Men                                                   | Ukrajna                                                          | gurtni                                                           |
| Ezüst Bohóc                                                      | Aliev csoport                                                    | Oroszország                                                      | trapéz álló sitzzel                                              |
| Ezüst Bohóc                                                      | Filinov csoport                                                  | Oroszország                                                      | orosz hinta                                                      |
| Ezüst Bohóc                                                      | Kínai akrobatacsoport                                            | Kína                                                             | kínai rúd                                                        |
| Bronz Bohóc                                                      | Joseph Gärtner és családja                                       | Franciaország                                                    | elefántszám                                                      |
| Bronz Bohóc                                                      | Trio Without Socks                                               | Oroszország                                                      | bohóctrió                                                        |
| Bronz Bohóc                                                      | Cesar Dias                                                       | Portugália                                                       | komikus                                                          |
| Bronz Bohóc                                                      | Quatuor Prilepin                                                 | Oroszország                                                      | emelőszám                                                        |
| Bronz Bohóc                                                      | Duo The Owl & The Pussycat                                       | USA, Ausztrália                                                  | trapéz                                                           |
| Bronz Bohóc                                                      | Charlotte és Nicolas                                             | Kanada, Monaco                                                   | emelőszám                                                        |

#### 2020-as évek
| 44. Monte-carlói Nemzetközi Cirkuszfesztivál 2020. január 16–26. | 44. Monte-carlói Nemzetközi Cirkuszfesztivál 2020. január 16–26. | 44. Monte-carlói Nemzetközi Cirkuszfesztivál 2020. január 16–26. | 44. Monte-carlói Nemzetközi Cirkuszfesztivál 2020. január 16–26. |
| Díj                                                              | Nyertes                                                          | Ország                                                           | Szám                                                             |
| ---------------------------------------------------------------- | ---------------------------------------------------------------- | ---------------------------------------------------------------- | ---------------------------------------------------------------- |
| Arany Bohóc                                                      | Ivan Frédéric Knie, Maycol és Wioris Errani                      | Svájc                                                            | dupla magyar posta szám, lovak szabadidomítása                   |
| Arany Bohóc                                                      | Martinez Brothers                                                | Japán, Kolumbia                                                  | ikária                                                           |
| Arany Bohóc                                                      | Tuniziani                                                        | Venezuela                                                        | dupla fliegende                                                  |
| Ezüst Bohóc                                                      | Sergey Nesterov                                                  | Oroszország                                                      | tigrisszám                                                       |
| Ezüst Bohóc                                                      | Santung akrobatacsoport                                          | Kína                                                             | kalap– és tányérzsonglőrök                                       |
| Ezüst Bohóc                                                      | Troupe Ayala és Henry Ayala                                      | Venezuela                                                        | magasdrót, bohóc                                                 |
| Ezüst Bohóc                                                      | The Dandy’s                                                      | Oroszország                                                      | orosz rúd                                                        |
| Bronz Bohóc                                                      | Flash of Splash                                                  | Ukrajna                                                          | gurtni                                                           |
| Bronz Bohóc                                                      | Troupe Efimov                                                    | Oroszország                                                      | fast track                                                       |
| Bronz Bohóc                                                      | The Bingo « 5 boys »                                             | Ukrajna                                                          | kínai rúd                                                        |
| Bronz Bohóc                                                      | Troupe Zola                                                      | Mongólia                                                         | ugródeszka                                                       |

| 45. Monte-carlói Nemzetközi Cirkuszfesztivál 2023. január 20–29. | 45. Monte-carlói Nemzetközi Cirkuszfesztivál 2023. január 20–29. | 45. Monte-carlói Nemzetközi Cirkuszfesztivál 2023. január 20–29. | 45. Monte-carlói Nemzetközi Cirkuszfesztivál 2023. január 20–29. |
| Díj                                                              | Nyertes                                                          | Ország                                                           | Szám                                                             |
| ---------------------------------------------------------------- | ---------------------------------------------------------------- | ---------------------------------------------------------------- | ---------------------------------------------------------------- |
| Arany Bohóc                                                      | René Casselly Jr., Merrylu Casselly és Quincy Azzario            | Németország                                                      | pas de deux                                                      |
| Ezüst Bohóc                                                      | Flying Martini                                                   | Olaszország                                                      | fliegende                                                        |
| Ezüst Bohóc                                                      | Mustafa Danguir csoport                                          | Marokkó                                                          | dupla halálkerék, mgasdrót                                       |
| Ezüst Bohóc                                                      | Viktoriia Dziuba                                                 | Ukrajna                                                          | kézegyensúlyozó                                                  |
| Ezüst Bohóc                                                      | Secret of My Soul                                                | Ukrajna                                                          | levegő karikaszám                                                |
| Ezüst Bohóc                                                      | Alex Giona                                                       | Olaszország                                                      | lovas szám                                                       |
| Ezüst Bohóc                                                      | Bruno Togni                                                      | Olaszország                                                      | tigrisszám                                                       |
| Bronz Bohóc                                                      | Bingo csoport                                                    | Ukrajna                                                          | nyitókép                                                         |
| Bronz Bohóc                                                      | Mystery of Gentlemen                                             | Mongólia                                                         | dobószám                                                         |
| Bronz Bohóc                                                      | Deadly Games                                                     | USA                                                              | késdobálás                                                       |
| Bronz Bohóc                                                      | Elisa Cussadie                                                   | Olaszország                                                      | papagájszám                                                      |

| 46. Monte-carlói Nemzetközi Cirkuszfesztivál 2024. január 19–28. | 46. Monte-carlói Nemzetközi Cirkuszfesztivál 2024. január 19–28. | 46. Monte-carlói Nemzetközi Cirkuszfesztivál 2024. január 19–28. | 46. Monte-carlói Nemzetközi Cirkuszfesztivál 2024. január 19–28. |
| Díj                                                              | Nyertes                                                          | Ország                                                           | Szám                                                             |
| ---------------------------------------------------------------- | ---------------------------------------------------------------- | ---------------------------------------------------------------- | ---------------------------------------------------------------- |
| Arany Bohóc                                                      | Charles és Alexandre Gruss, Alexis Gruss családja                | Franciaország                                                    | lovas zsonglőr                                                   |
| Arany Bohóc                                                      | Kolev Sisters                                                    | Olaszország                                                      | emelőszám                                                        |
| Arany Bohóc                                                      | Elvis és Cvetomira Errani                                        | Olaszország                                                      | elefántszám                                                      |
| Ezüst Bohóc                                                      | Duo Disar                                                        | Üzbegisztán                                                      | gurtni                                                           |
| Ezüst Bohóc                                                      | Vuhani akrobatacsoport                                           | Kína                                                             | orosz hinta                                                      |
| Ezüst Bohóc                                                      | Amaraa csoport                                                   | Mongólia                                                         | ugródeszka                                                       |
| Bronz Bohóc                                                      | Aleksei Goloborodko                                              | Oroszország                                                      | kaucsukszám                                                      |
| Bronz Bohóc                                                      | White Gothic                                                     | Ukrajna                                                          | emelőszám                                                        |
| Bronz Bohóc                                                      | Pneumatic Art                                                    | USA                                                              | fliegende                                                        |
| Bronz Bohóc                                                      | Addis Abeba csoport                                              | Etiópia                                                          | dobószám                                                         |
| Bronz Bohóc                                                      | Extreme Lights                                                   | Ukrajna                                                          | LED-táncosok                                                     |

## Díjtáblázat
Magyarország eltérő háttérszínnel kiemelve.
| Helyezés | Ország             | Arany | Ezüst | Bronz | Összesen |
| -------- | ------------------ | ----- | ----- | ----- | -------- |
| 1.       | Kína               | 16    | 22    | 2     | 40       |
| 2.       | Oroszország        | 11    | 26    | 21    | 58       |
| 3.       | Észak-Korea        | 11    | 6     | 0     | 17       |
| 4.       | Olaszország        | 7     | 12    | 4     | 23       |
| 5.       | USA                | 4     | 14    | 5     | 23       |
| 6.       | Svájc              | 4     | 10    | 3     | 17       |
| 7.       | Spanyolország      | 4     | 2     | 4     | 10       |
| 8.       | Egyesült Királyság | 3     | 8     | 0     | 11       |
| 9.       | Ukrajna            | 3     | 6     | 9     | 18       |
| 9.       | Franciaország      | 3     | 6     | 9     | 18       |
| 11.      | Kanada             | 2     | 7     | 3     | 12       |
| 12.      | Kolumbia           | 2     | 4     | 3     | 9        |
| 13.      | Magyarország       | 2     | 3     | 2     | 7        |
| 14.      | Bulgária           | 1     | 9     | 1     | 11       |
| 15.      | Németország        | 1     | 6     | 6     | 13       |
| 16.      | Portugália         | 1     | 5     | 2     | 8        |
| 17.      | Mexikó             | 1     | 5     | 1     | 7        |
| 18.      | Románia            | 1     | 3     | 2     | 6        |
| 19.      | Brazília           | 1     | 1     | 1     | 3        |
| 20.      | Venezuela          | 1     | 1     | 0     | 2        |
| 21.      | Argentína          | 1     | 0     | 0     | 1        |
| 21.      | Üzbegisztán        | 1     | 0     | 0     | 1        |
| 21.      | Japán              | 1     | 0     | 0     | 1        |
| 24.      | Lengyelország      | 0     | 4     | 0     | 4        |
| 25.      | Ecuador            | 0     | 3     | 0     | 3        |
| 26.      | Hollandia          | 0     | 2     | 0     | 2        |
| 27.      | Csehország         | 0     | 1     | 3     | 4        |
| 27.      | Mongólia           | 0     | 1     | 3     | 4        |
| 29.      | Belgium            | 0     | 1     | 1     | 2        |
| 30.      | Chile              | 0     | 1     | 0     | 1        |
| 30.      | Dánia              | 0     | 1     | 0     | 1        |
| 30.      | Kuba               | 0     | 1     | 0     | 1        |
| 30.      | Tádzsikisztán      | 0     | 1     | 0     | 1        |
| 30.      | Peru               | 0     | 1     | 0     | 1        |
| 30.      | Venezuela          | 0     | 1     | 0     | 1        |
| 36.      | Svédország         | 0     | 0     | 1     | 1        |
| 36.      | Örményország       | 0     | 0     | 1     | 1        |
| 36.      | Fehéroroszország   | 0     | 0     | 1     | 1        |
| 36.      | Ausztrália         | 0     | 0     | 1     | 1        |
| 36.      | Monaco             | 0     | 0     | 1     | 1        |
|          |                    |       |       |       |          |
| —        | Szovjetunió        | 6     | 9     | 0     | 15       |
|          |                    |       |       |       |          |
| Összesen | Összesen           | 88    | 183   | 90    | 361      |

## További információ
- A fesztivál hivatalos honlapja
- Pierre Paret, Monte-Carlo ou la Renaissance du Cirque (Sorvilier, Editions de la Gardine, 1985) ISBN 2-88200-001-4
- Charles W. Scott, Le Cirque (Rennes, Editions Ouest-France, 1995) ISBN 2-7373-1872-6